# Apparizioni e altre manifestazioni mariane

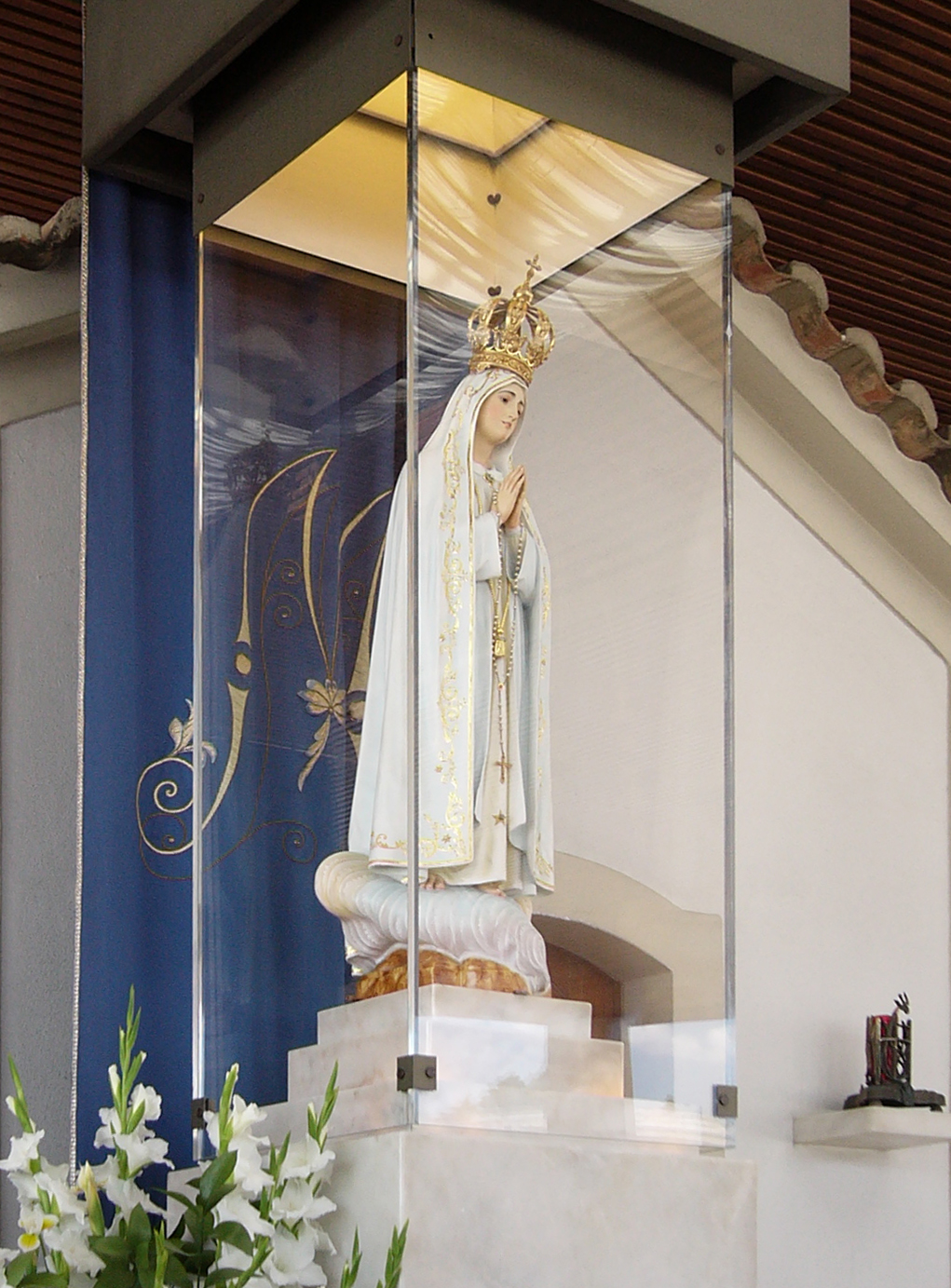
Statua che rappresenta la Madonna di Fátima (Portogallo), una delle apparizioni mariane più famose.

Le apparizioni mariane sono presunte manifestazioni della Vergine Maria, madre di Gesù; sarebbero testimoniate da una o più persone, singolarmente o ripetutamente, in luoghi e tempi differenti.
Spesso prendono il nome dalla città nella quale avrebbe avuto luogo il fenomeno, o dal nome dato a Maria nel caso specifico, o dal suo aspetto. Il fenomeno è molto frequente nella storia del cristianesimo, fin dall'anno 40 d.C., in cui la Madonna sarebbe apparsa all'apostolo Giacomo e si sarebbe intensificato nel corso del XIX e soprattutto del XX secolo.
Una successiva apparizione di cui si ha notizia risale al 352, quando la Vergine sarebbe apparsa contemporaneamente a una coppia della nobiltà patrizia e a papa Liberio, chiedendo la costruzione di una chiesa. Secondo la tradizione, la chiesa fu effettivamente costruita nel luogo dove un secolo dopo fu eretta la Basilica di Santa Maria Maggiore a Roma. Ancora oggi se ne festeggia la ricorrenza il 5 agosto, festa di Nostra Signora della Neve.
Talvolta le presunte apparizioni sarebbero avvenute nello stesso luogo per un periodo di tempo prolungato. Nella maggior parte dei casi, solo poche persone riferiscono di aver visto la Vergine Maria.
Nel lessico religioso del cattolicesimo, un'apparizione mariana è una visione che una o più persone avrebbero avuto di Maria, madre di Gesù, nell'atto di rivolgersi a loro con parole o gesti. Nel caso in cui i fenomeni non siano visivi ma solo uditivi, si definiscono locuzioni, espressione usata anche nel caso di esperienze mistiche riguardanti "messaggeri" diversi dalla Madonna.

## Apparizioni mariane secondo la Chiesa cattolica
Secondo la dottrina della Chiesa cattolica, la rivelazione pubblica è terminata con la morte dell'ultimo Apostolo e dopo che è stato completato il Nuovo Testamento. Però, sempre secondo la dottrina, «lungo i secoli ci sono state delle rivelazioni chiamate "private", alcune delle quali sono state riconosciute dall'autorità della Chiesa». La possibilità di tali rivelazioni non è dunque messa in dubbio dalla teologia cattolica. Fra le presunte rivelazioni, apparizioni o manifestazioni di vario tipo, un ruolo privilegiato rivestono quelle di Maria, Madre di Dio e madre dei viventi. San Luigi Maria Grignion de Montfort spiega come Dio vuole dunque rivelare e far conoscere Maria, il capolavoro delle sue mani, in questi ultimi tempi perché era rimasta nascosta durante la sua vita terrena a causa della sua umiltà...ed essendo lei il mezzo sicuro e la via diritta e immacolata per andare a Gesù Cristo e trovarlo perfettamente.
La Chiesa cattolica considera le apparizioni mariane come degli interventi di una Mamma in favore dei suoi figli, e consente la devozione universale solo dopo un processo di investigazione (anche con supporti tecnico-scientifici) cui può seguire l'approvazione.
In generale la Chiesa ammette che la maggior parte delle apparizioni rimane non verificata, e potrebbe essere spiegata con fenomeni naturali o spiegabili scientificamente. I destinatari diretti di un'apparizione non possono invece esimersi dal prestarle un assenso fermo. Nel corso della storia, la Gerarchia ecclesiastica ha sovente mantenuto un atteggiamento scettico nei confronti delle asserite apparizioni.
Ordinariamente i fenomeni di presunta visione e di locuzione sono quasi sempre concomitanti. Sia le visioni sia le locuzioni possono essere, secondo la teologia, di tre tipi: corporali, immaginarie o intellettuali. Nel primo caso il fenomeno straordinario sarebbe prodotto all'esterno del nostro corpo e verrebbe percepito dai nostri sensi normalmente. Nel secondo caso le percezioni avverrebbero tramite l'immaginazione ma con chiarezza. Nelle visioni o locuzioni intellettuali la percezione avverrebbe direttamente nell'intelletto senza il concorso dei sensi interni ed esterni. In particolare, secondo il teologo Antonio Royo Marín, queste sfuggirebbero a ogni altro potere in quanto solo la divinità avrebbe accesso alle due facoltà superiori dell'anima: l'intelletto e la volontà.

### Apparizioni mariane approvate ufficialmente dalla Chiesa cattolica

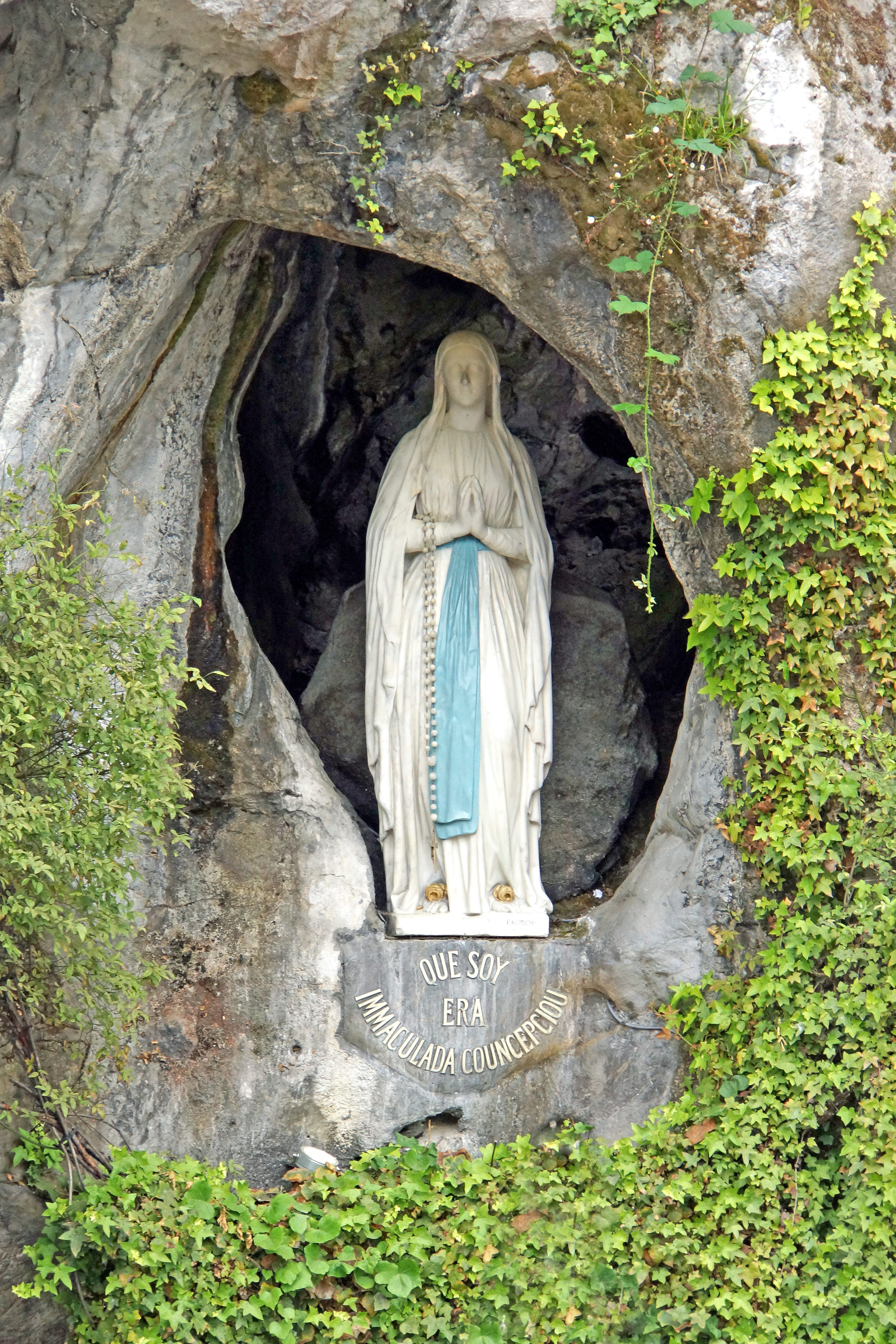
La grotta di Lourdes, Francia

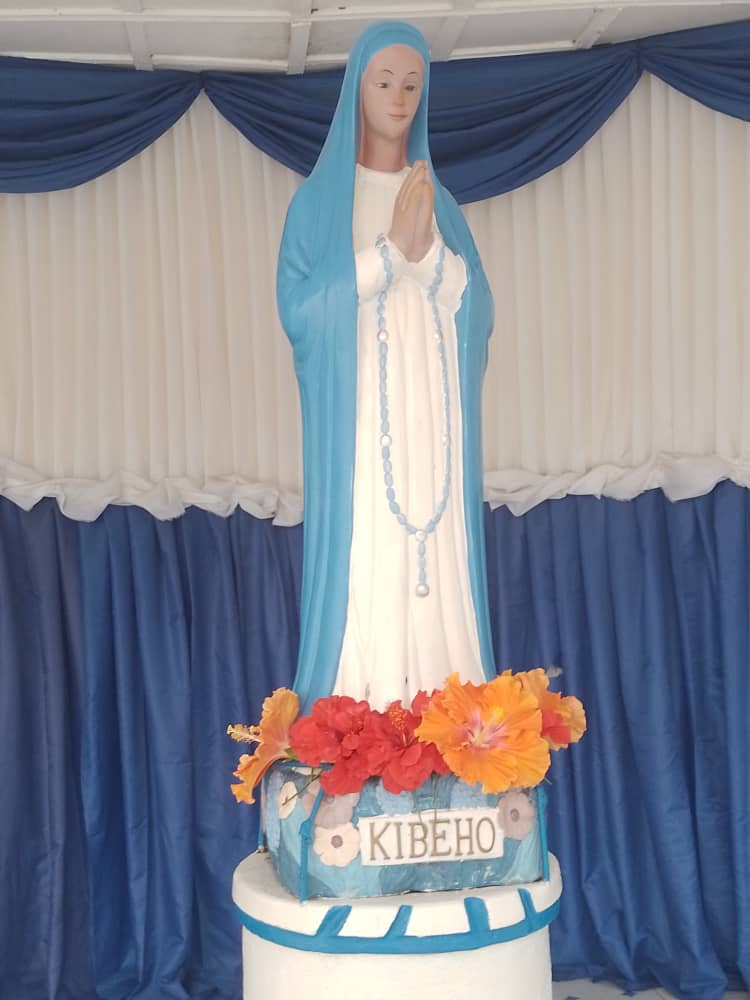
Nostra Signora di Kibeho

In assenza di un elenco ufficiale da parte della Chiesa cattolica, che si limita a considerare separatamente i singoli casi, è possibile tentare un elenco dei casi riconosciuti, distinguendo opportunamente tra riconoscimento ufficiale e autorizzazione del culto. Un testo recente e dettagliato, il dizionario delle apparizioni del mariologo René Laurentin e di Patrick Sbalchiero, pur notando la varietà delle formule di riconoscimento, cita le seguenti apparizioni:
- Nostra Signora di Guadalupe (Messico, 1531)
- Apparizioni a santa Caterina Labouré (Medaglia miracolosa) (Parigi, 1830)
- Nostra Signora del Miracolo (apparizione ad Alphonse Marie Ratisbonne, Roma, 1842)
- Nostra Signora di La Salette (Francia, 1846)
- Nostra Signora di Lourdes (Francia, 1858)
- Nostra Signora di Pontmain (Francia, 1871)
- Nostra Signora di Gietrzwald (Polonia, 1877)
- Nostra Signora di Knock (Irlanda, 1879)
- Nostra Signora di Fátima (Portogallo, 1917)
- Nostra Signora di Beauraing (Belgio, 1932-1933)
- Vergine dei Poveri (Banneux, Belgio, 1933)
- Santa Maria Madre della Chiesa (Jaddico, (Brindisi), 1962/1963)
- Nostra Signora di Akita (Giappone, 1973)
- Maria Vergine e Madre Riconciliatrice di tutti i popoli e nazioni (Finca Betania, Venezuela, 1976)
- Nostra Signora di Kibeho (Ruanda, 1981)

A queste apparizioni vanno aggiunte, in quanto riconosciute dalla Chiesa dopo la pubblicazione del dizionario citato, le seguenti:
- Nostra Signora del Laus (Francia, 1664-1718)
- Nostra Signora del Buon Soccorso di Champion (Stati Uniti, 1859)
- Nostra Signora del Rosario di San Nicolás (Argentina, 1983)

Per numerose apparizioni, pur non essendoci stato il riconoscimento ufficiale, è stato però autorizzato il culto. Tra queste vi sono quelle di:
- Maria Santissima Addolorata di Castelpetroso (Molise, 1888)
- Madonna di Pietraquaria (Italia, Avezzano, dopo il 1268)
- Nostra Signora di Caravaggio (Italia, 1432)
- Madonna della Gamba (Italia, Albino (Bg) 1440)
- Madonna dell'Apparizione (Trani, 1509)[9]
- Santa Maria a Parete (Italia, Liveri (Na), 1514)
- Nostra Signora degli Angeli (Arcola, 1556)[10]
- Nostra Signora del Buon Successo (Quito, Ecuador, 1582-1634)
- Nostra Signora di Coromoto (Venezuela, 1652)
- Madonna del Carmine (Italia, Acquafondata, Fr) 16 luglio 1841)
- Madonna della Misericordia (movimenti degli occhi - Rimini, 1850)
- Vergine Dolorosa (movimenti degli occhi - Quito, 1906)[11]

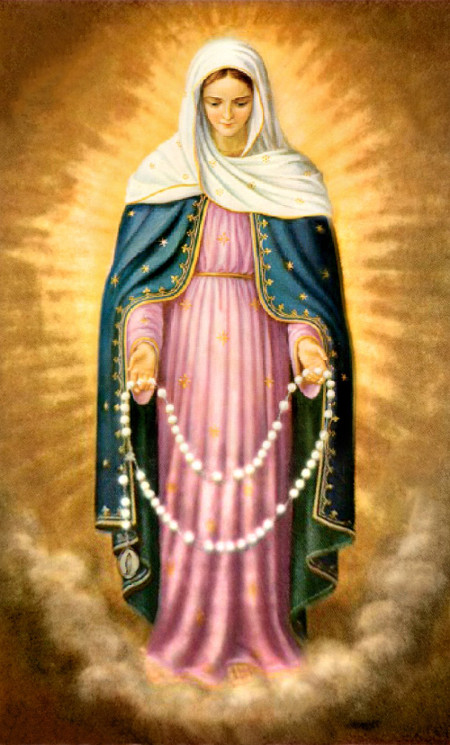
Nostra Signora delle Lacrime di Campinas.

- Nostra Signora delle Lacrime (Campinas, Brasile, 1930)[12].
- Signora di tutti i popoli (Amsterdam, Paesi Bassi 1945-1959)
- Nostra Signora della preghiera (L'Île-Bouchard, Francia, 1947)
- Madonna della Roccia (Belpasso, 1981-1986)[8]
- Apparizioni di Maria Rosa Mistica, (Montichiari, Fontanelle, 1947-1983).

Alcuni autori (per esempio Perrella, Cammilleri, Hierzenberger e Nedomansky, Antonino Grasso e Andrea Galli) considerano riconosciute alcune apparizioni non comprese nel testo di Laurentin e Sbalchiero.
Sono state inoltre approvate ufficialmente dalla Chiesa cattolica le seguenti manifestazioni mariane, anche se diverse dalle apparizioni:
- Regina di tutti i Santi (Miracolo mariano di San Ciriaco), movimenti degli occhi (Ancona, 1796)
- Madonna miracolosa, movimenti degli occhi (Taggia, 1855)
- Madonna delle Lacrime, lacrimazione (Siracusa, 1953)[16]
- Miracoli mariani del 1796, movimenti degli occhi, riconosciuti dai vescovi locali in numerose località dello Stato Pontificio.[17]

Sicuramente i luoghi di presunte apparizioni più conosciuti sono Lourdes e Fátima, in Europa, e Guadalupe, in America. Più di sessanta, fra le migliaia di guarigioni riportate alla fonte di Lourdes, sono state classificate come "inesplicabili" dai medici del Bureau des constatations médicales (Ufficio delle constatazioni mediche), un centro medico specialistico istituito dalla Chiesa per esaminare presunti miracoli.
Anche nel caso in cui un'apparizione mariana sia ritenuta autentica dall'autorità ecclesiastica, è comunque considerata una rivelazione privata e quindi una fonte subalterna alla Parola di Dio, e la Chiesa non richiede ai fedeli di credervi. L'apparizione può attirare l'attenzione su qualche aspetto della rivelazione ricevuta pubblicamente, per un motivo specifico, ma non può mai aggiungere qualcosa di "nuovo" al deposito della fede.

### Criteri per valutare le apparizioni
Il 25 febbraio 1978 la Congregazione per la Dottrina della Fede, ha pubblicato le "Norme della Congregazione per procedere nel Giudizio delle Apparizioni e Rivelazioni Presunte", contenente le regole seguenti:
- Il vescovo diocesano può iniziare un processo di sua propria iniziativa o su richiesta di un fedele per indagare sui fatti concernenti una presunta apparizione. Il vescovo può astenersi dall'esaminarla a fondo se vuole, specialmente se pensa che dall'evento non deriverà molto.
- La conferenza episcopale nazionale può intervenire se il vescovo diocesano locale vi si rivolge o se l'evento diventa importante a livello nazionale o almeno a livello di più di una diocesi.
- Anche la Sede Apostolica (il Vaticano) può intervenire, su richiesta del vescovo locale stesso, o su richiesta di un gruppo di fedeli, o di sua propria iniziativa.

I passi nell'indagine sono ordinati nel modo seguente: una valutazione iniziale dei fatti, basata sia su criteri positivi sia negativi:

#### Criteri positivi
1. Certezza morale (la certezza richiesta per agire moralmente in una situazione di dubbio) o almeno grande probabilità riguardo all'esistenza di una rivelazione privata alla fine di una seria indagine del caso.
2. Valutazione delle qualità personali della persona in questione (equilibrio mentale, onestà, vita morale, sincerità, obbedienza all'autorità della Chiesa, buona volontà nel praticare la fede in modo normale, ecc.).
3. Valutazione del contenuto delle presunte rivelazioni stesse (cioè non sono in disaccordo con la fede e la morale della Chiesa, e sono libere da errori teologici).
4. La rivelazione porta sana devozione e frutti spirituali nelle vite delle persone (maggiori preghiere, maggior numero di conversioni di cuori, opere di carità che ne risultano, ecc.).

#### Criteri negativi
1. Errori evidenti riguardo ai fatti.
2. Errori dottrinali attribuiti a Dio, alla Santa Vergine Maria o allo Spirito Santo riguardo al modo in cui essi si manifestano.
3. Qualsiasi tentativo di guadagno finanziario in relazione all'evento.
4. Azioni gravemente immorali commesse dalla persona o da quelli che erano insieme alla persona al momento dell'evento.
5. Disordini psicologici o inclinazioni a essi da parte della persona o delle persone che erano con essa.

Dopo questa indagine iniziale, se l'avvenimento risponde ai criteri positivi e negativi, si può concedere un iniziale permesso precauzionale che praticamente stabilisce quanto segue: "per il momento, non c'è motivo di opporsi a ciò". Questo permette la partecipazione pubblica nella devozione alla presunta apparizione.
Alla fine, occorre dare un giudizio e una deliberazione definitiva, con l'approvazione o la condanna dell'evento.

#### Nuove direttive
Il 17 maggio 2024 il Dicastero per la dottrina della fede ha annunciato la promulgazione di nuove direttive che sarebbero entrate in vigore la domenica di Pentecoste successiva. Le direttive prevedono che solo il Papa possa dare mandato "in via del tutto eccezionale, ad intraprendere una procedura di un'eventuale dichiarazione di soprannaturalità degli eventi". Il nuovo documento si intitola Norme del Dicastero per la Dottrina della Fede per procedere nel discernimento di presunti fenomeni soprannaturali.

## Posizione della Chiesa ortodossa
Apparizioni mariane sono state riferite anche nell'ambito della tradizione ortodossa, come quella avvenuta nel X secolo a Costantinopoli nella chiesa di Santa Maria delle Blacherne. La Chiesa ortodossa ammette la possibilità di apparizioni mariane, connesse al ruolo di intercessione e custodia amorevole svolto dalla Madre di Dio. Non vengono però ritenute attendibili apparizioni dove vi siano messaggi e segreti rivelati a veggenti in tenera età o apparizioni che contengano richieste di sacrifici o preghiere riparatrici per i peccati del mondo, perché Cristo è l'unico redentore e ciascun essere umano può intercedere solo per i propri peccati e non per quelli di altri.

## Posizione delle Chiese evangeliche e protestanti
In genere, le denominazioni del protestantesimo rifiutano tali fenomeni, attribuendoli a cause naturali (inganno, proiezione psicologica, allucinazioni, illusioni ottiche) o sovrannaturali (manifestazioni del demonio).
Le chiese evangeliche, quali le battiste, pentecostali, avventiste, le assemblee dei fratelli e in genere tutte le chiese fedeli ai fondamenti della Riforma protestante, non riconoscono questi fenomeni, neppure come potenzialmente possibili.
Secondo i protestanti, Dio si rivela soltanto tramite la Bibbia, e per i pentecostali anche tramite manifestazioni dello Spirito Santo quali dono delle lingue e le profezie, ma mai attraverso apparizioni di morti.
Secondo la dottrina protestante, anche se fossero davvero scientificamente dimostrati degli autentici miracoli, quali guarigioni connesse a queste apparizioni, andrebbero in ogni caso ascritti come origine a potenze occulte e ingannatrici, che assumono l'aspetto di Maria o di altri santi per ingannare le persone e allontanarle dall'autentica fede biblica. Secondo le Chiese riformate i fenomeni vanno quindi interpretati come frodi, manifestazioni del demonio o casi di necromanzia, quando non invece fenomeni causati da disturbi psichici quali isteria, allucinazione o anche solo proiezione psicologica.
La Scrittura parla ampiamente di falsi profeti con falsi prodigi: Mt24,24 Ap 16,14 Queste apparizioni sono considerate sostanzialmente una forma particolare di spiritismo e idolatria, anche se piamente mascherati, ma del tutto condannato da Dio: Dt18,10.

## Dal punto di vista scientifico
Il fenomeno sociale delle apparizioni mariane e degli eventi ad esse associati sono stati oggetto di studi antropologici e psicologici. Se il fedele cattolico può interpretare le apparizioni come episodi reali di intervento divino, secondo il sociologo Michael P. Carroll, lo scienziato sociale deve perlopiù ipotizzare che le apparizioni siano allucinazioni o illusioni ottiche, escludendo tuttavia a priori l'ipotesi dell'intervento divino, che lo condurrebbe ipso facto al di fuori del dominio della stessa scienza sociale.
Il professor Antonio Cantelmi, presidente dell'Associazione italiana degli psichiatri e psicologi cattolici, parlando "non da credente ma da uomo di scienza", ha recentemente affermato: "Oggi gli studi con la PET hanno consentito di provare che, quando alcune persone sostengono di avere un contatto intenso con Dio, si attivano nel loro cervello aree molto specifiche e non quelle che entrano in gioco in condizioni patologiche, come l'insorgere di fenomeni allucinatori… di conseguenza, entrare in contatto con la dimensione che trascende la realtà visibile potrebbe appartenere non alla patologia ma a una dimensione diversa dell'uomo".
Secondo Freud, molte delle esperienze religiose più estreme, quali le visioni allucinatorie, avevano origine nella necessità inconscia di sublimare impulsi aggressivi o una sessualità repressa. Il caso di Christoph Haizmann, pittore vissuto nel tardo Seicento, era stato oggetto di un suo lavoro del 1923.
Se per Freud le esperienze religiose costituivano necessariamente una condizione patologica, essendo per lui la religione stessa un sistema di illusioni coltivate nel rifiuto della realtà e in stati confusionari e allucinatori, manifestazioni di regressione infantile, la moderna psicologia ha un approccio meno drastico. Nella quarta revisione del Diagnostic and Statistical Manual of Mental Disorders, manuale diagnostico e statistico dei disordini mentali pubblicato dall'American Psychiatric Association, viene inclusa una nuova categoria diagnostica denominata "Problemi religiosi e spirituali". Si raccomanda al terapeuta di tenere in considerazione la cultura di riferimento del soggetto. Per la prima volta i disturbi causati da esperienze religiose e spirituali vengono considerati dal DSM non necessariamente associati a disturbi psicopatologici: le esperienze visionarie non hanno necessariamente esiti negativi. In alcune culture, infatti, le allucinazioni a contenuto religioso vengono considerate del tutto normali.
(Diagnostic and Statistical Manual of Mental Disorders (IV), V62.89 Religious or Spiritual Problem, p. 281)

### Studi freudiani
Michael Carroll e Patrick Marnham, indipendentemente, hanno studiato il fenomeno delle apparizioni mariane dal punto di vista geografico culturale. Carroll ha adottato un campione costituito da 49 casi relativi al periodo 1100-1896 e Marnham ha preso in esame un più esteso campione costituito da 232 casi relativi al periodo 1928-1975. Entrambi trovano che una percentuale del tutto sproporzionata dei loro casi, tra il 27% e il 36%, si colloca in Italia, paese latino di tradizione cattolica con una forte presenza delle gerarchie ecclesiastiche di Roma e caratterizzato da una struttura familiare che, secondo Carroll, essendo "matricentrata", e cioè centrata sulla figura della madre, e allo stesso tempo dominata da un'ideologia di esagerata mascolinità, predispone in special modo al culto mariano. Altri paesi con un elevato numero di asserite apparizioni mariane sono la Francia, il Belgio, la Spagna, alcune regioni austro-germaniche. In Inghilterra le apparizioni erano molto frequenti prima del 1500 per scomparire quasi del tutto a seguito della riforma anglicana.
In un'ottica freudiana, le apparizioni mariane sono per le vedenti di sesso femminile un modo per sublimare i propri istinti sessuali repressi nei confronti del padre (realizzando la propria fantasia edipica, per via indiretta, attraverso un'identificazione nella figura della vergine Maria); per i vedenti di sesso maschile un modo per sublimare i propri istinti sessuali repressi nei confronti della madre (realizzando per via diretta la propria fantasia edipica verso la madre). Infatti, l'80% del campione considerato da Carroll è costituito da persone sessualmente mature prive di evidente partner sessuale e, mentre i veggenti maschi riferiscono di apparizioni dove quasi sempre è presente solo Maria (93% dei casi), le veggenti femmine hanno una maggiore probabilità di vedere Maria insieme ad altre figure adulte maschili (50% dei casi).
La correlazione osservata tra le asserite apparizioni e la loro collocazione geografica viene addotta come prova dell'origine puramente culturale di tali fenomeni, sebbene esso non sia pienamente sufficiente al fine di spiegare le differenze tra paesi di tradizione cattolica, ma solo tra questi e gli altri paesi di tradizioni culturali diverse. Le differenze tra paesi di tradizione cattolica, invece, sono spiegate da Carroll sulla base della distanza geografica da Roma, sede della Chiesa cattolica e dei suoi principali organi amministrativi.
Gli antropologi britannici Victor Turner ed Edith Turner sostengono inoltre che le apparizioni mariane abbiano la specifica funzione di rinforzare dottrine cattoliche tradizionali percepite dal clero come in pericolo o «sotto attacco».

### Il caso Marpingen (1876)
Lo storico David Blackbourn ha raccontato le presunte visioni di Marpingen (1876) inserendole nel più ampio contesto storico della Germania bismarckiana, caratterizzato dal clima di tensione del Kulturkampf, sfociato in diffusi episodi di feroce discriminazione economica e sociale verso i cattolici tedeschi. La cittadina, che fu chiamata la "Lourdes tedesca", in poco tempo attrasse decine di migliaia di pellegrini. Le autorità prussiane intervennero militarmente per impedire quella che nell'ottica liberale era una manifestazione di ignoranza e superstizione e che era considerata come un pericolo per gli equilibri sociali e religiosi. L'establishment protestante e liberale temeva infatti che il caso potesse essere manovrato dai vescovi cattolici tedeschi a scopi di propaganda religiosa. Le tre veggenti, dell'età di otto anni, furono inizialmente accusate di diffondere inganni e superstizioni, rinchiuse in una casa di correzione, poi affidate a un monastero e infine rilasciate nel 1878. Una delle tre, Margarethe Kunz, anni dopo, confessò che l'intera storia era stata inventata, si era trattato «di una grande bugia»; i dettagli più precisi le erano stati suggeriti dalle domande allusive degli adulti del paese. Kunz dichiarò pubblicamente che, se le persone del posto non fossero state così disposte a crederle, non avrebbe continuato ad inventare sempre nuove bugie per giustificare le vecchie fino al punto in cui il costo di ammettere la verità non avesse assunto dimensioni tali da non poter più tornare indietro. Blackbourn mostra, con un'attenta analisi delle prove, che non vi è nessun motivo per non ritenere autentica la confessione di Kunz.

### Il caso Anneliese Michel e l'ipotesi del disturbo dissociativo
Negli anni settanta, il caso di Anneliese Michel suscitò clamore in Europa. Affetta da una rara forma di epilessia, la ragazza si credeva posseduta da demoni. Abbandonate le cure mediche, si rivolse a sacerdoti cattolici che le praticarono rituali di esorcismo. Anneliese dichiarò di aver visto la Vergine Maria che le aveva promesso che entro il 1º luglio 1976 "tutto sarebbe andato bene". A mezzanotte di quella data morì, secondo l'autopsia per malnutrizione. I genitori e i due sacerdoti vennero condannati per omicidio colposo. Il suo caso fu oggetto di studi accademici. Secondo Jean Goodwin, Sally Hill e Reina Attias, la ragazza era affetta da disturbi dissociativi. Gli stessi autori, in un libro, ipotizzano inoltre che potesse aver subito violenza sessuale da uno degli esorcisti che l'avevano in cura e che l'espressione "tutto andrà bene" potesse essere interpretata come manifestazione di un intento suicida che, se opportunamente riconosciuto da un professionista, avrebbe forse potuto salvarle la vita.

## Elenco delle più note presunte apparizioni mariane
Segue l'elenco di alcune delle più note apparizioni mariane, con l'indicazione della data e del luogo in cui sarebbero avvenute e delle persone che le avrebbero avute. Solo alcune sono state riconosciute, dalla Chiesa cattolica o da altre Chiese.

### Nei primi secoli

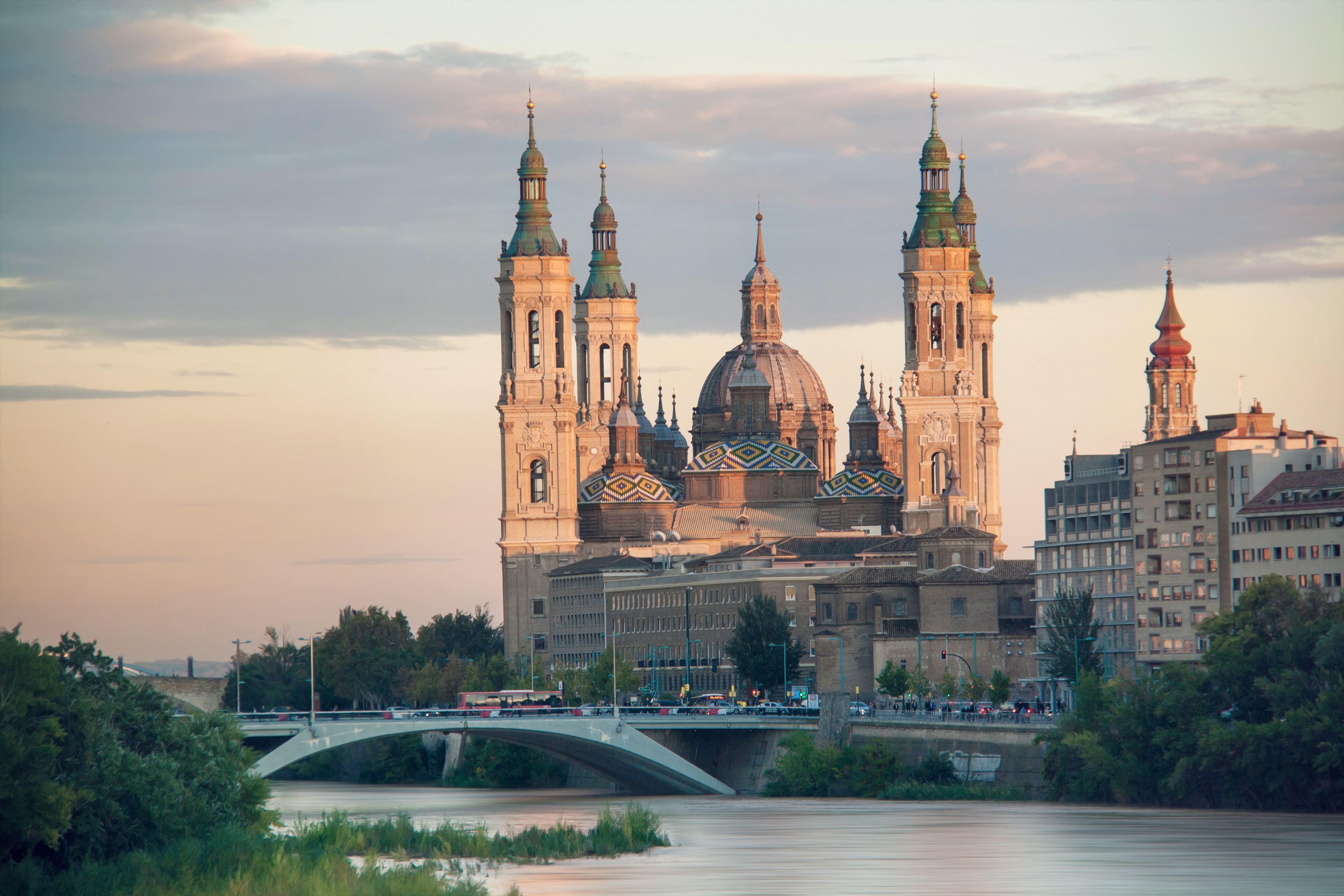
Santuario della Vergine del Pilar a Saragozza, Spagna.

- Beata Vergine del Pilar: sarebbe apparsa a san Giacomo il Maggiore nel 40, prima dell'Assunzione, a Caesaraugusta (l'attuale Saragozza), nell'Hispania Tarraconensis.
- Cattedrale di Le Puy: la Madonna sarebbe apparsa nel III secolo a una matrona di Ceyssac che soffriva di una febbre quartana: a seguito della guarigione, la donna sarebbe andata a trovare il vescovo Georges du Velay, considerato il primo apostolo del Velay, che dopo aver visto un cervo che tracciava con le corna nella neve, pur essendo estate, il perimetro di un'area, la recintò per destinarla alla futura cattedrale che divenne rapidamente luogo di pellegrinaggi.
- Santa Maria Maggiore: sarebbe apparsa nel 352 a Roma, a papa Liberio, ispirandogli l'edificazione dell'omonima basilica.
- Santuario di Oropa: secondo la tradizione, la statua lignea della Madonna di Oropa sarebbe stata portata in loco da Sant'Eusebio, vescovo di Vercelli, nel IV secolo. Alla Vergine col Bambino sono attribuiti numerosi miracoli e grazie particolari[44].
- Madonna dei Bisognosi: venerata a Pereto, in Abruzzo, sarebbe apparsa a Siviglia a un mercante abruzzese, che riportò la statua miracolosa da Siviglia a Pereto nel VI-VII secolo. Molti sarebbero i presunti miracoli legati alla statua. La costruzione dell'omonimo santuario avrebbe portato la pace fra gli abitanti di Pereto e Rocca di Botte nella Marsica[45].
- Maria Santissima della Libera: sarebbe apparsa il 2 luglio 663 a Benevento e avrebbe salvato la città dall'assedio di Costante II. La Madonna sarebbe apparsa con la raffigurazione della croce sul palmo della mano e sul collo e da allora la Madonna della Libera è spesso raffigurata così. Famosa è l'icona bizantina raffigurante la Madonna della Libera che fu trafugata dai Veneziani nel 1453 a Costantinopoli e che tuttora è conservata nell'omonimo santuario a Rodi Garganico, paese dove l'icona si sarebbe miracolosamente arenata durante il trasporto. La statua della Vergine fu portata nel Quattrocento in Molise, a Cercemaggiore, dove fu eretto un santuario (1456-1492).
- Santuario di Covadonga: Covadonga, situata fra le montagne dei Picos de Europa, fu teatro di una battaglia fra Cristiani e Mori che nel 722, dopo la conquista della Spagna da parte dei Mori nel 711, vide per la prima volta la vittoria delle truppe cristiane e segnò l'inizio della Reconquista. Il condottiero delle truppe cristiane, Pelagio delle Asturie, attribuì la vittoria alla protezione della Vergine Maria[46].
- Chiesa abbaziale di Einsiedeln: nel 948 il vescovo di Costanza, Konrad, e quello di Augusta, Ulrich, vennero a consacrare la chiesa. Alla mezzanotte del 14 settembre, mentre i monaci recitavano l'ufficio notturno, Konrad sarebbe entrato in estasi, udendo un coro angelico e assistendo alla consacrazione effettuata da Gesù stesso, in presenza della Madonna e di alcuni santi. Questo evento fu indagato e successivamente confermato da papa Leone VIII.
- Santuario della Madonna in Saletta: la Vergine, con il Bambino in braccio, sarebbe apparsa nei panni di una povera pellegrina nel paese di Castel del Giudice, in Molise, in una data non nota. I fedeli non la riconobbero e la cacciarono: tutto ciò avrebbe mosso l'ira di Dio che avrebbe distrutto il paese con un'inondazione. La gente che scampò al disastro costruì il nuovo paese, lo ripopolò, e capì che la pellegrina era la Madonna. Fu dipinto un quadro ed eretto il santuario.

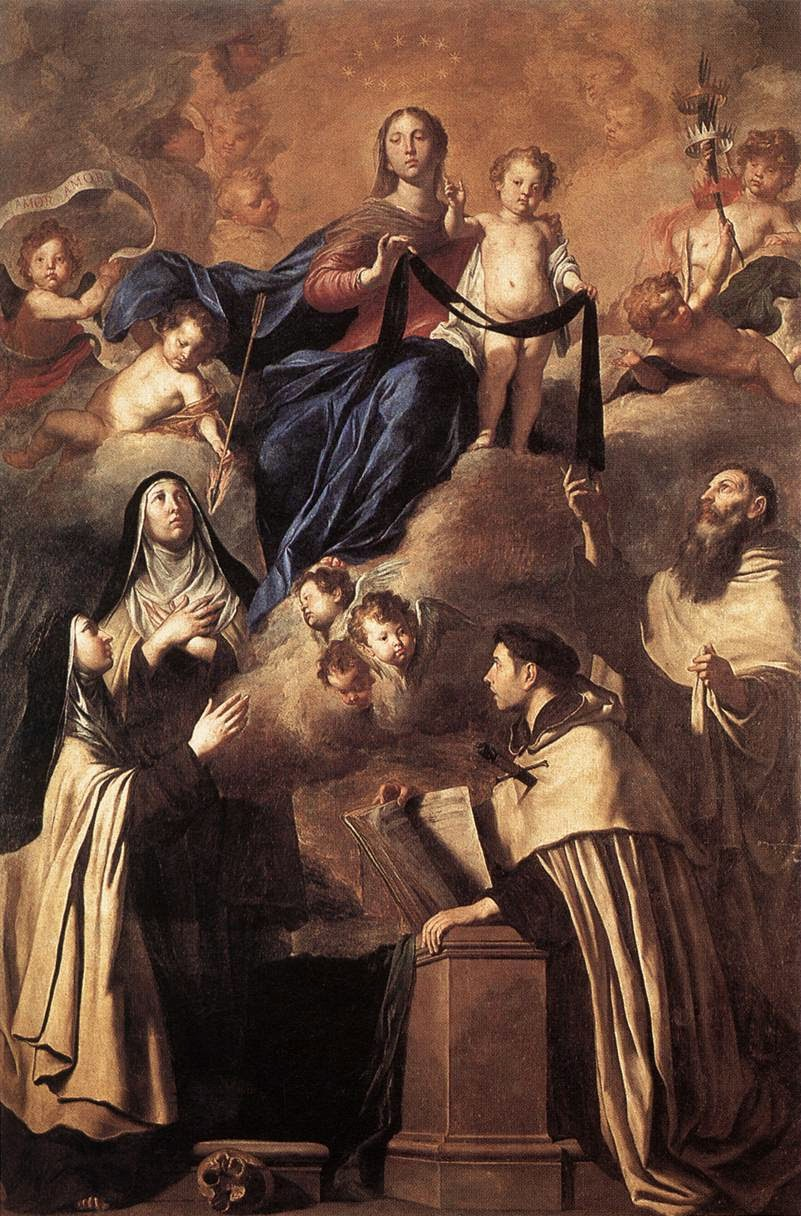
La Beata Vergine Maria del Monte Carmelo con i santi Simone Stock (in piedi), Angelo da Gerusalemme, Teresa d'Ávila e Maria Maddalena de' Pazzi (Pietro Novelli, 1641)

- Nostra Signora di Meritxell: rinvenimento, nel XII secolo, di una statua lignea policroma della Madonna col Bambino, trovata in un roseto selvatico fiorito prodigiosamente in gennaio.
- Madonna del faggio: la tradizione orale, risalente a prima dell'anno 1000, riporta che due pastorelli con le loro greggi, colti da un fortissimo temporale, sarebbero stati aiutati dalla Vergine, apparsa su di un faggio[47].
- Madre di Dio incoronata: sarebbe apparsa nel 1001 nei pressi di Foggia a un conte di Ariano e a un pastore.
- Basilica santuario di Santa Maria Materdomini: secondo la tradizione la tela del quadro omonimo, custodito nel santuario, fu ritrovata sotto terra, conservata tra due tavole di legno di castagno, in seguito alla visione di una contadina, conosciuta col nome di Caramari, cui la Madonna avrebbe chiesto di scavare sotto la quercia all'ombra della quale la giovane riposava. La devozione per l'icona sacra, chiamata anche "la Cona", crebbe alimentata dai miracoli che i fedeli le attribuivano.
- Madonna di Walsingham: sarebbe apparsa nel 1061 presso Walsingham, in Inghilterra, alla nobildonna inglese Richeldis de Faverches.
- Madonna di Montevergine: sarebbe apparsa tra il 1118 e il 1124 sulla montagna omonima, nei pressi di Avellino, a san Guglielmo da Vercelli, e avrebbe raccomandato la costruzione di un santuario.
- Madonna della Ghianda: nel XIII secolo, a Somma Lombardo (VA), sarebbe apparsa ad una giovane pastorella sordomuta che in seguito all'apparizione sarebbe guarita.
- Madonna del Rosario: sarebbe apparsa nel 1214 a san Domenico, e avrebbe raccomandato la preghiera del rosario.
- Basilica di Nostra Signora della Cabeza: nella notte fra l'11 e il 12 agosto 1227, sulla collina nota come cerro del Cabezo, 32 km a nord dalla città spagnola di Andújar, un pastore monco di nome Juan Alonso de Rivas Rodríguez avrebbe avuto un'apparizione mariana, guarendo dalla sua infermità.
- Beata Vergine del Carmine: sarebbe apparsa nel 1251 in Inghilterra a san Simone Stock, al quale è legata l'istituzione dello scapolare carmelitano.
- Basilica di Santa Maria di Collemaggio: la Madonna sarebbe apparsa in sogno a papa Celestino V nel 1288, quando si trovava a L'Aquila, chiedendogli di costruire una chiesa in suo onore nel piazzale di Colle di maggio, dove oggi sorge la basilica.

### Nel XIV secolo
- Beata Vergine Maria del Soccorso: sarebbe apparsa nel 1306 a Palermo, al padre agostiniano Nicola La Bruna.
- Madonna di Pietraquaria: sarebbe apparsa ad Avezzano, sul monte Salviano, nella prima metà del Trecento. Il vico di Pietraquaria era stato distrutto per ritorsione nel 1268 da re Carlo I d'Angiò, il quale distrusse anche le chiese di San Pietro, San Giovanni e Santa Maria, contenente quest'ultima un quadro della Vergine con bambinello dipinto su legno. Nel Trecento il quadro fu ritrovato miracolosamente intatto da un pastorello sordomuto: la Madonna gli apparve a cavallo e gli chiese di far ricostruire l'edificio a lei dedicato. Prima di svanire donò la parola e l'udito al pastorello, e il cavallo con un calcio impresse il segno dello zoccolo su una pietra (attorno a quella pietra tuttora esistente fu edificata poi, negli anni Cinquanta del Novecento, una piccola cappella). Gli avezzanesi, colpiti dagli eventi miracolosi accaduti, costruirono nella metà del Trecento un santuario mariano a Pietraquaria, e numerose sarebbero state in seguito le apparizioni e i presunti miracoli della Madonna[48].

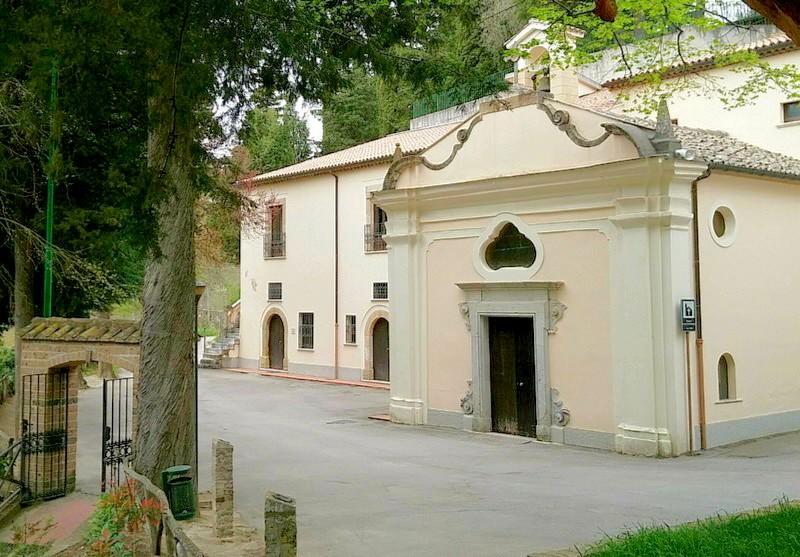
Il santuario della Madonna di Valleluogo, in Irpinia; in basso a sinistra è visibile il portale che conduce al luogo dell'apparizione.

- Madonna di Valleluogo: sarebbe apparsa nel tardo Medioevo (l'anno esatto è ignoto) a una pastorella sordomuta dinanzi a un mulino presso Ariano, nell'Appennino campano (la pastorella era la figlia del mugnaio). La Madonna guarì la fanciulla e chiese la costruzione di una cappella che solo molti secoli più tardi, nel 1957, fu trasformata nel santuario Salus Infirmorum (Salute degli Infermi) di Valleluogo. Il mulino è tuttora esistente e visitabile[49].
- Madonna dei Fiori: a Bra, il 29 dicembre 1336, a una giovane donna incinta, Egidia Mathis, sarebbe apparsa la Madonna. La giovane, minacciata di violenza da alcuni mercenari che appartenevano a una compagnia di ventura, mentre pregava presso un piloncino votivo con l'effigie di Maria, sarebbe stata salvata dall'improvvisa apparizione della Vergina che mise in fuga i malfattori. Subito dopo la giovane partorì, pare assistita dalla Madonna stessa. Tutt'intorno, pur in pieno inverno, i cespugli di pruno selvatico sarebbero fioriti improvvisamente. Tuttora questi cespugli fioriscono inspiegabilmente ogni anno in pieno inverno, anziché in primavera, senza che la scienza abbia potuto trovare una spiegazione[50].
- Santuario di Santa Maria del Sasso: il 23 giugno 1347, a Bibbiena, la Madonna sarebbe apparsa su di un masso a Caterina, di sette anni. Dall'apparizione prese il nome il santuario che fu costruito in seguito nello stesso luogo.
- Madonna di Montenero: sarebbe apparsa nel 1345 sul Colle di Monte Nero, presso Livorno, a un pastore claudicante, guarendolo dalla sua infermità.
- Santuario della Madonna del Transito: nel 1348, a Canoscio, frazione di Città di Castello, Giovanni di Jacopo fece costruire una cappellina dedicata alla Madonna Assunta, in ringraziamento della grazia ricevuta per avere evitato la peste che infuriava nella zona. Venne in seguito edificato il santuario.
- Santuario di Nostra Signora di Roverano: il 7 settembre 1350, nella frazione di Termine di Roverano del comune di Borghetto di Vara, in provincia della Spezia, la Madonna sarebbe apparsa a due pastorelle.
- Santuario Madonna della Basella: l'8 e il 17 aprile 1356 la Vergine sarebbe apparsa a Marina Cassone a Urgnano (BG). Una forte brinata devastò la campagna distruggendo i germogli:, Marina si recò in un campo detto Basella e, alla vista di quel disastro, pianse. Le apparve una Signora che la consolò e la invitò a tornare dopo nove giorni. La fanciulla ritornò: la Signora l'attendeva e le disse che era la Regina del cielo; perché Marina fosse creduta le disse di far scavare nel luogo in cui Ella posava i piedi; gli scavi portarono alla luce un altare e le vestigia di un'antica chiesa, sulle quali sorge oggi il Santuario della Madonna di Basella.
- Madonna di Valverde: a Rezzato, in Provincia di Brescia, nel 1399 sarebbe avvenuta una duplice apparizione della Vergine e di Gesù Cristo a un contadino. Il Signore avrebbe ordinato all'uomo di gettare in un vicino specchio d'acqua i tre pani che portava nella bisaccia, ma la Madonna gli avrebbe detto di non farlo e di tornare da Gesù: i tre pani infatti simboleggiavano la peste, la fame e la guerra. Alla fine, grazie alle insistenze di sua Madre, Cristo avrebbe lasciato gettare nello stagno un solo pane, così sarebbero state evitate la fame e la guerra. Sul luogo sorge oggi un Santuario. Una seconda presunta apparizione della Madonna si sarebbe verificata nei pressi nel 1711.
- Santuario della Madonna Bianca: nel 1399, a Portovenere, un paesano di nome Lucciardo avrebbe ricevuto una manifestazione mariana.
- Santuario della Beata Vergine della Comuna: fu fondato a Ostiglia nel XV secolo per iniziativa del duca di Mantova Federico II Gonzaga, per accogliere più agevolmente i pellegrini che visitavano la precedente chiesa, costruita in seguito a un'apparizione mariana che sarebbe avvenuta verso la fine del 1300 a una pastorella sordomuta, guarita dopo l'episodio.

### Nel XV secolo
- Nostra Signora dell'Acquasanta: sarebbe apparsa nel XV secolo ad Acquasanta, e si sarebbero verificati anche fenomeni miracolosi.

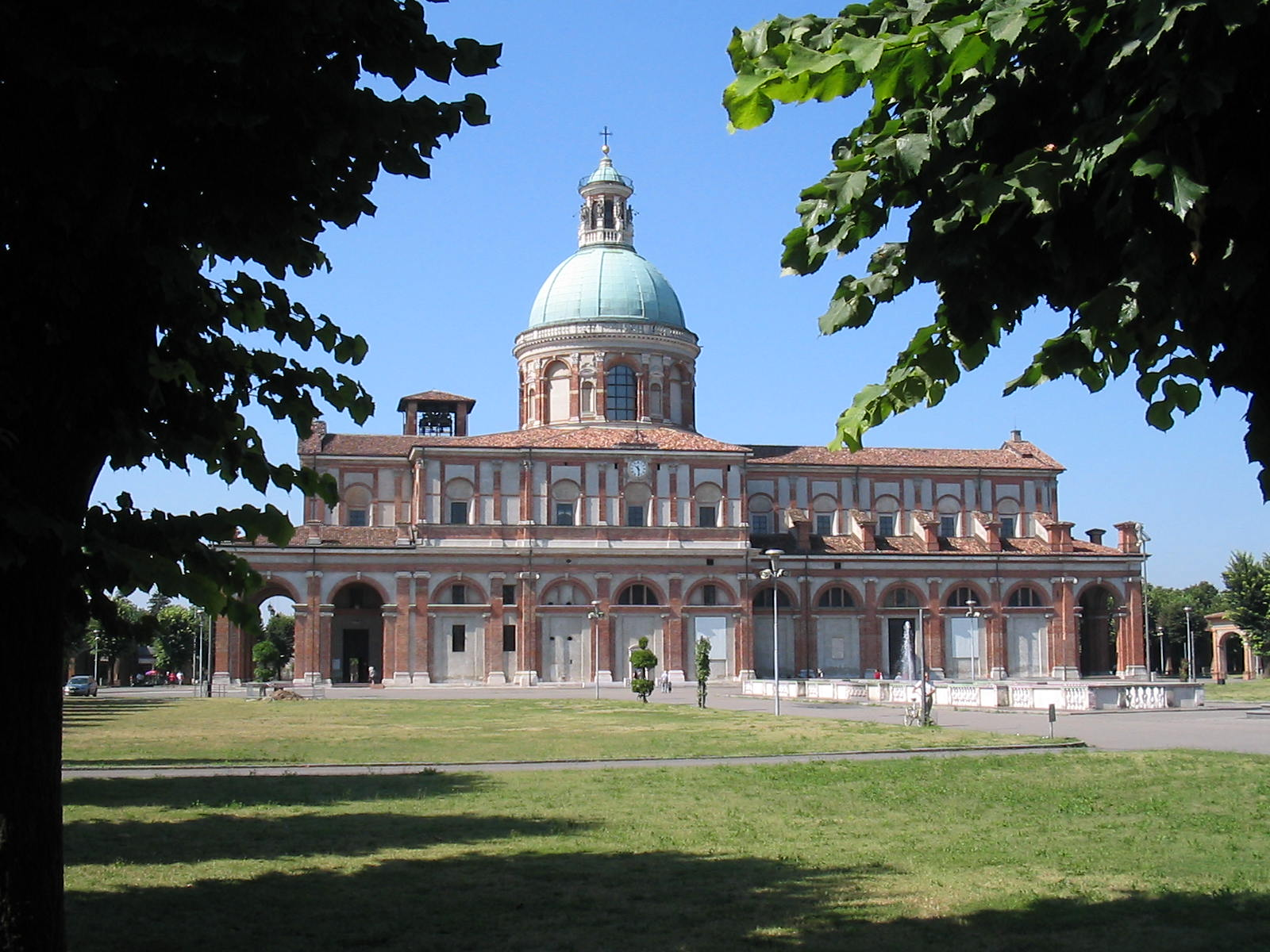
Santuario di Caravaggio, in Lombardia

- Nostra Signora della Candelaria, sarebbe apparsa nel 1400 o nel 1401 ai guanci di Tenerife, 95 anni prima della conquista spagnola.
- Santuario della Beata Vergine della Crocetta: è chiamato in questo modo per la miracolosa apparizione della Madonna con una piccola croce di legno in mano, che sarebbe avvenuta il 2 luglio 1420[51].
- Santuario della Madonna di Monte Berico: la Madonna sarebbe apparsa il 7 marzo 1426 e il 1º giugno 1428 a Vicenza a una contadina di nome Vincenza Pasini, e avrebbe promesso di far cessare la peste se sul luogo fosse stato costruito un santuario.
- Santuario di Częstochowa: nel 1430, durante le guerre degli Ussiti, un'icona della Madonna col Bambino fu profanata a colpi d'ascia, che le avrebbero provocato un miracoloso sanguinamento, e ancora oggi sono visibili gli sfregi.
- Nostra Signora di Caravaggio, o Santa Maria del Fonte, Caravaggio (BG), sarebbe apparsa il 26 maggio 1432 a Giannetta de' Vacchi, a volte indicata come Giannetta Varoli, dal cognome del marito.
- Santuario della Madonna di San Luca: il 5 luglio 1433 un'icona della Madonna col Bambino, dipinta secondo la tradizione da san Luca, fu portata in processione dal santuario, ubicato sul colle della Guardia, alla vicina città di Bologna, per ottenere la grazia della fine delle piogge che minacciavano i raccolti. La fine della pioggia fu accompagnata dal voto cittadino di ripetere ogni anno le celebrazioni di ringraziamento.
- Madonna della Gamba: sarebbe apparsa il 9 ottobre 1440, a Desenzano al Serio (BG), a Ventura Bonelli, una contadina desenzanese di 11 anni, e le avrebbe guarito una gamba che doveva essere amputata. Sul luogo sorge ora un santuario.
- Basilica di Santa Maria della Misericordia: sorse nel 1447 dopo un voto della città di Macerata, in ringraziamento per aver salvato la città dalla peste.
- Santuario della Beata Vergine della Consolazione: il 14 agosto 1453, a Ghisalba, la Madonna sarebbe apparsa a una contadina di nome Antoniola.
- Chiesa della Santissima Annunziata (Pontremoli): fu costruita sul finire del quattrocento, a seguito di un'apparizione della Vergine, che sarebbe avvenuta presso un'edicola sacra entro cui era affrescata un'Annunciazione[52].
- Santuario della Madonna della Bozzola: la Vergine sarebbe apparsa a Garlasco (PV), nel 1465, a una tredicenne sordomuta di nome Maria, guarendola e affidandole un messaggio per gli abitanti del luogo, con il quale chiedeva la costruzione dell'attuale santuario[53].
- Santuario della Beata Vergine del Tresto: il 21 settembre 1468 la Vergine sarebbe apparsa a un barcaiolo di Ponso, Giovanni Zelo, chiedendogli di far erigere a Tresto una chiesa a lei dedicata, divenuta l'attuale santuario.
- Santuario della Beata Vergine delle Grazie: a Bonisiolo, frazione del comune di Mogliano Veneto, nell'agosto del 1470 una ragazza sordomuta sarebbe stata miracolosamente guarita in seguito a un'apparizione della Vergine.
- Santuario di Maria Santissima Avvocata sopra Maiori: nel 1475, presso Maiori, la Madonna sarebbe apparsa al pastore Gabriele Cinnamo, invitandolo a lasciare tutto per costruire un luogo sacro a lei dedicato. Gabriele aderì all'invito e divenne poi eremita, imitato da alcuni compagni.
- Santuario di Nostra Signora di Montebruno: nel 1478, a Montebruno, la Madonna sarebbe apparsa a un pastorello sordomuto, che sarebbe guarito miracolosamente.
- Santuario della Beata Vergine delle Grazie di Boccadirio: nel 1480, in località Boccadirio, nella zona di Castiglione dei Pepoli, in provincia di Bologna, la Madonna sarebbe apparsa a due pastorelli, Donato Nutini e Cornelia Vangelisti, esortandoli ad abbracciare la vita religiosa, come poi avvenne.
- Madonna dell'Alno: sarebbe apparsa per tre volte, dal 18 maggio al 20 maggio 1480, al contadino Giovanni Florio, a Canzano, in Abruzzo. Dopo l'iniziale incredulità dei canzanesi, si sarebbe manifestato un segno divino, che induse gli abitanti a costruire un santuario.
- Madonna della Pace: avrebbe fatto sentire la sua voce il 18 ottobre 1482, per far cessare uno scontro tra gli abitanti di Albisola e Stella.
- Basilica di Santa Maria delle Carceri: secondo la tradizione, il 6 luglio 1484 un bambino malato, Jacopino Belcari detto della Povera, vide animarsi l'immagine di una Madonna col Bambino e sarebbe guarito miracolosamente. L'immagine è attualmente conservata nella citata basilica di Prato.
- Santuario della Madonna delle Grazie, detto anche Santuario della Madonna del Sasso (Firenze): il 2 luglio 1484, la Vergine sarebbe apparsa alle sorelline Ricovera, guarendone il padre moribondo e invitando alla costruzione di una chiesa. Vi furono altre apparizioni, in particolare quella del 22 agosto 1485, detta Grande Apparizione, in cui la Vergine volle mostrarsi a tutto il popolo, radunato in preghiera con le sorelline Ricovera.
- Chiesa di Santa Maria presso San Celso: venerdì 30 dicembre 1485 si sarebbe verificato nella chiesa un evento miracoloso: di fronte a trecento persone circa, durante la messa, da un'immagine della Madonna col Bambino coperta da una grata e da un velo, si vide la Vergine scostare con la mano sinistra il velo e mostrarsi viva e splendente ai presenti, "aprendo le braccia e giungendo più volte le mani". Successivamente e con "rapidità incredibile" sparì la peste, che torturava Milano ormai da quattro anni e che aveva provocato la morte di oltre cinquantamila cittadini. La Curia approvò l'autenticità dei fatti dopo aver ascoltato numerosi testimoni, le cui dichiarazioni giurate vennero messe in iscritto e conservate nell'archivio della chiesa.
- Nostra Signora di Altötting: secondo la tradizione, nel 1489 un bambino di tre anni cadde in un torrente, venne trascinato via dalla corrente e fu recuperatp privo di vita dopo mezz'ora. La madre, disperata, prese fra le braccia il corpicino senza vita del figlio e lo portò nella vicina Altötting, deponendolo ai piedi della Madonna nella cappella delle Grazie e iniziando a pregare insieme ad altri fedeli, finché il bimbo si riebbe.

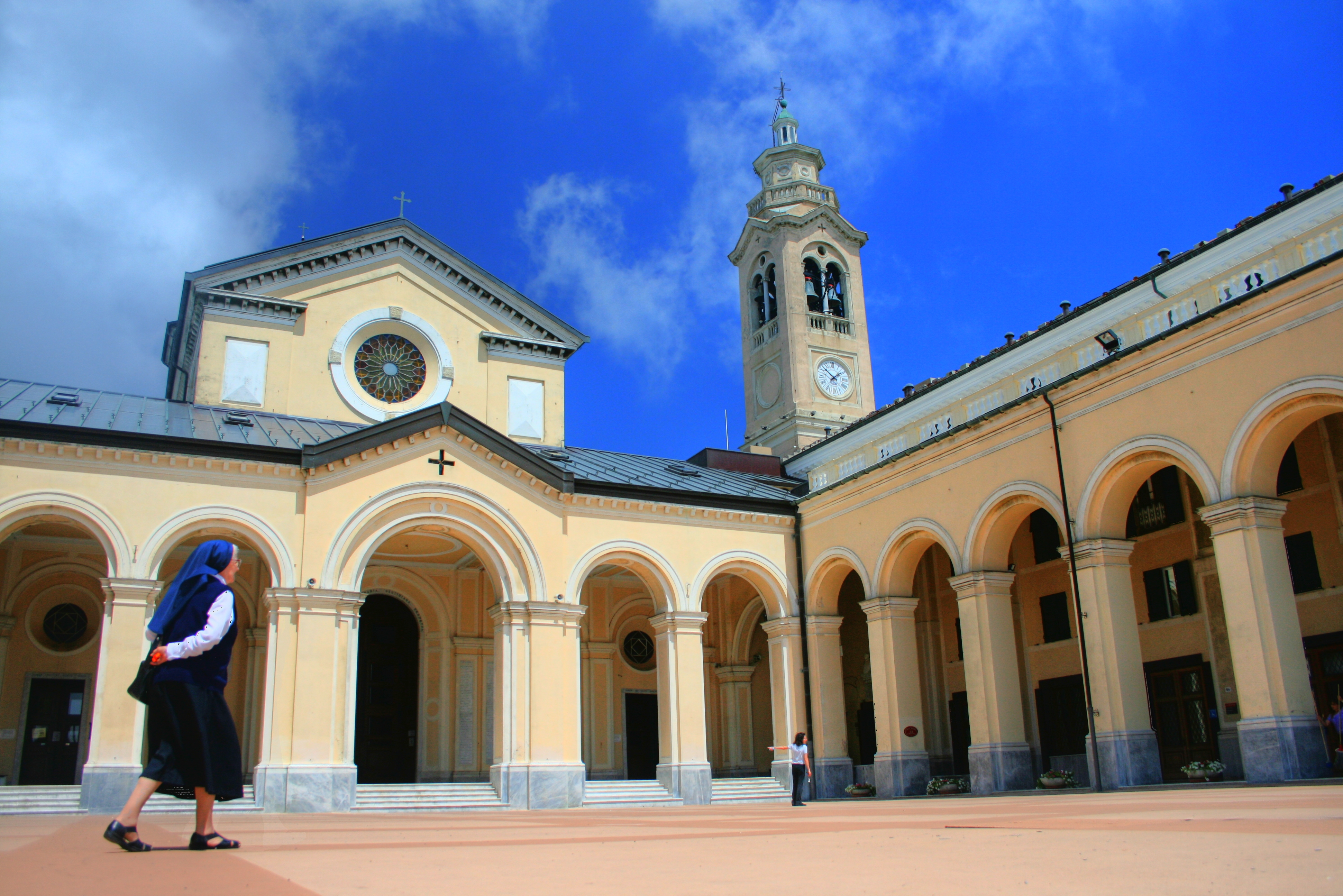
Santuario di Nostra Signora della Guardia, in Liguria

- Madonna della Guardia: sarebbe apparsa nel 1490 sul Monte Figogna (GE) a Benedetto Pareto, un contadino, e avrebbe raccomandato di costruire una cappella sul monte.[54]
- Madonna della Stalla: nel 1490, a Porzano (BS), la Vergine sarebbe apparsa in una stalla a una bambina cieca, alla quale chiese di andare ad attingere acqua a una fontana lì vicino, ridonandole poi la vista. Il miracolo si sarebbe verificato in una cascina, che oggi si chiama appunto della "Madonna della Stalla", e che ospita una chiesetta dove si celebra la Messa il 10 giugno, anniversario dell'apparizione[55].
- Basilica della Madonna dell'Umiltà: il 17 luglio 1490, a Pistoia, secondo la tradizione alcune persone videro stillare dalla fronte di un'icona rappresentante la Madonna dell'Umiltà tre sottili rivoli di un prodigioso licore, quasi che la Vergine soffrisse nell'assistere alle lotte fratricide in atto nella città.
- Santuario della Madonna del Tufo: il santuario fu edificato per ricordare un fatto prodigioso avvenuto nel 1490: un viandante, che stava per essere investito da un grosso masso, fu salvato, secondo la tradizione, dalla Madonna che aveva invocato nel momento del pericolo.
- Madonna della Stella: sarebbe apparsa nel 1491 a Bagnolo Mella (BS), a Caterina dell'Olmo, una giovane ragazza sordomuta, che in seguito all'apparizione avrebbe riacquistato la parola.[56]
- Madonna delle Grazie: sarebbe apparsa nel 1493, a Racconigi, in provincia di Cuneo, a un pastorello sordomuto, Gian Antonio Chiavassa, guarendolo. Dopo la peste del 1742 e il colera del 1835, essendo state attribuite all'intervento della Madonna la preservazione della città dalla prima epidemia e la fine improvvisa della seconda, il re Carlo Alberto fece edificare l'attuale santuario, dove si trovano le tombe dei Reali di Savoia[57].
- Santuario della Madonna del Sangue: nel 1494, nel comune di Re, in provincia del Verbano-Cusio-Ossola e diocesi di Novara, un affresco della Madonna del Latte, colpito da una pietra tirata da tal Giovanni Zucono, avrebbe sanguinato. In seguito si sarebbero verificati anche degli eventi miracolosi.
- Cattedrale di San Rufino: vi si trova la Cappella della Madonna del Pianto, che custodisce la copia lignea della Pietà quattrocentesca in terracotta policroma di ignoto scultore tedesco che, secondo la tradizione, nel 1494 fu vista lacrimare e che fu trafugata nel 1982.
- Santuario della Beata Vergine della Quercia: la Madonna sarebbe apparsa nel 1496 a una pastorella di Bettola, in provincia di Piacenza.

### Nel XVI secolo

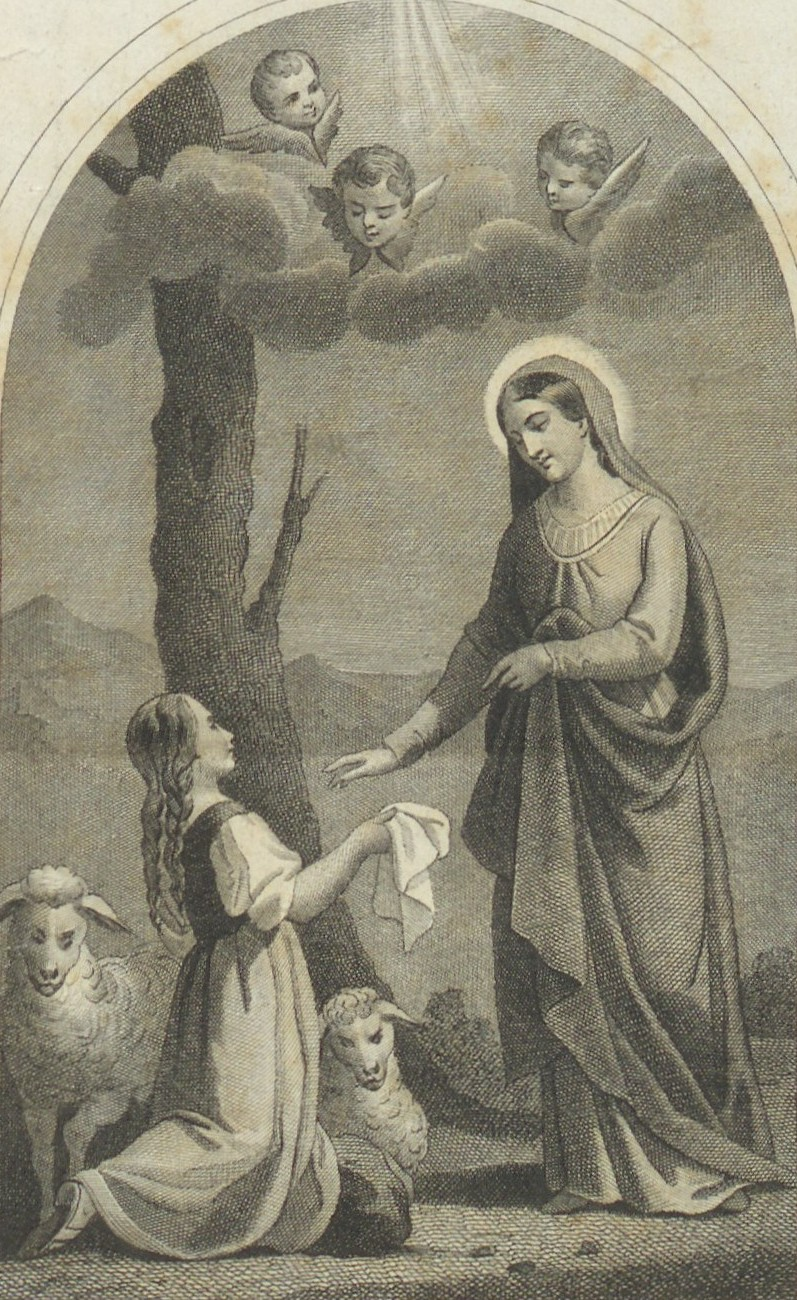
Beata Vergine del Frassino (Oneta, 1512) in una litografia del XIX sec.

- Madonna della Libera: sarebbe apparsa in sogno a un pratolano di nome Fortunato, intorno all'anno 1500, liberando Pratola Peligna dalla peste. Nella piazza principale di Pratola fu edificato un santuario.
- Santuario della Madonna del Bosco: nel 1503 la Madonna avrebbe manifestato a una pastorella di Panni il desiderio che si costruisse in quel luogo una chiesa in suo onore.
- Madonna di Tirano: sarebbe apparsa il 29 settembre 1504 a Tirano (SO), a Mario Omodei, giovane discendente dell'omonima nobile famiglia tiranese, chiedendogli di edificare in suo onore quello che oggi è il Santuario della Madonna di Tirano.
- Basilica minore di San Giacomo Apostolo (Chioggia): nel 1508, a Chioggia, la Madonna sarebbe apparsa a Baldissera Zalon.
- Santuario della Beata Vergine del Pilastrello: nel 1509, a Lendinara, in provincia di Rovigo, una statuetta della Madonna col Bambino avrebbe prodotto eventi miracolosi.
- Madonna del Frassino: sarebbe apparsa a Peschiera del Garda l'11 maggio 1510 al contadino Bartolomeo Broglia[58].
- Madonna dei Miracoli: sarebbe apparsa nel 1510 a Motta di Livenza, in Veneto, al contadino Giovanni Cigana, raccomandandogli preghiera (specialmente, il rosario), digiuno, e penitenza.
- Santuario della Madonna del Monte: costruito nel 1615 sul luogo di un'apparizione mariana che avrebbe avuto nel 1510 Antonio Zampara, contadino di Aviano[59].
- Santa Maria della Misericordia: nel 1511, a Castelleone, la Vergine sarebbe apparsa alla contadina Domenica Zanenga.
- Madonna del Frassino: sarebbe apparsa nel 1512, a Oneta (BG), alla giovane Petruccia Carobbio.
- Santuario di Santa Maria della Visione: nella notte fra 14 e 15 agosto 1512, a Strugnano, in Slovenia, due guardiani notturni dei vigneti, Giovanni Grandi e Pietro di Zagabria, avrebbero avuto un'apparizione mariana.
- Santuario di Santa Maria a Parete: nel 1514, a Liveri (NA), la Vergine sarebbe apparsa alla contadina Autilia Scala.
- Santuario di Nostra Signora del Boschetto: il 2 luglio 1518, a Camogli, la Madonna sarebbe apparsa alla pastorella Angela Schiaffino.
- Santuario della Madonna della Neve: nel 1519, ad Adro (BS), la Vergine sarebbe apparsa a un pastorello sordomuto dalla nascita, Battista Comino Bajoni, guarendolo[60][61].
- Nostra Signora delle Grazie: sarebbe apparsa nel 1519 a Cotignac, in Francia, a un boscaiolo di nome Jean de La Baume, chiedendo la costruzione di una cappella a lei intitolata.
- Madonna della Divina Provvidenza: sarebbe apparsa a Cussanio nel 1521 a Bartolomeo Coppa, sordomuto, guarendolo e comunicandogli messaggi.
- Madonna del Soccorso: sarebbe apparsa nel maggio 1521 a Cori (LT), a Oliva Iannese, una bambina di tre anni con la quale la Vergine sarebbe rimasta per otto giorni interi.
- Santuario della Madonna della Misericordia in Bovegno in Val Trompia apparsa alla giovane contadina del luogo Maria Amadini il 22 maggio 1527[62].
- Santuario del Capocroce: durante il Sacco di Roma del 1527, il 29 ottobre la Madonna avrebbe fermato i lanzichenecchi, che si avviavano a razziare Frascati, apparendo e pronunciando queste parole: "Indietro, o fanti, questa terra è mia".
- Madonna dell'Olmo: sarebbe apparsa nel 1529 a Thiene (VI), a tre pastorelle, e poi a Simone da Centrale, detto il Gobbo, paralizzato agli arti, guarendolo, secondo la tradizione, per consentirgli di recarsi a Thiene, a chiedere ai thienesi di cambiare vita, chiedere perdono a Dio e di costruire una chiesa a Lei dedicata.

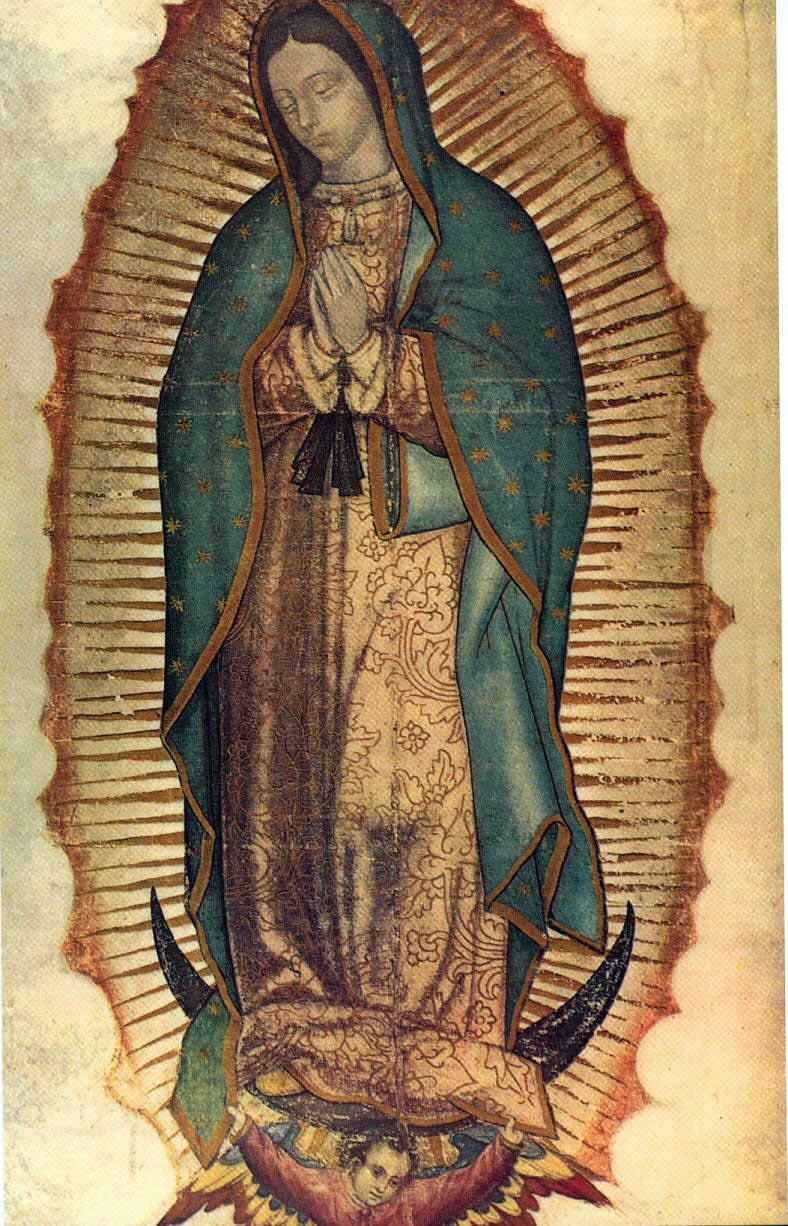
Un'immagine di Nostra Signora di Guadalupe

- Nostra Signora di Guadalupe: sarebbe apparsa nel 1531 a Juan Diego Cuauhtlatoatzin, un indio azteco, sulla collina del Tepeyac (Messico).
- Santuario della Madonna di Paitone: in tale luogo, ubicato a Paitone in provincia di Brescia, la Madonna sarebbe apparsa nel 1532 al giovane sordomuto Filippo Viotti, guarendolo.
- Santuario della Madonna del Carmine al Combarbio: nel 1536, in località Combarbio presso Anghiari, in provincia di Arezzo, la Madonna sarebbe apparsa a una pastorella.
- Nostra Signora della Misericordia: sarebbe apparsa a Savona, il 18 marzo del 1536, al contadino Antonio Botta.
- Santuario della Madonna dei Miracoli (Alcamo): il 21 giugno 1547, ad Alcamo, la Madonna sarebbe apparsa ad alcune popolane.
- Convento de San Antonio de Padua: il convento si trova a Izamal, piccola cittadina situata nello stato messicano dello Yucatán, 72 km a est della capitale Mérida. È un luogo di pellegrinaggio: vi si venera una statua della Vergine Maria, portata dai Francescani nel 1549, alla quale sono stati attribuiti dai fedeli eventi miracolosi. Custodita nel santuario mariano annesso al convento, è la patrona della città.
- Santuario della Madonna d'Erbia: il 5 agosto 1550, sul monte dell'Erbia, presso Casnigo, in provincia di Bergamo, si sarebbe verificato un miracolo mariano.
- Madonna di Pietralba: sarebbe apparsa nel 1553 a Nova Ponente (BZ), a Leonardo Weißensteiner, infermo, guarendolo dalla sua malattia e chiedendogli di costruire una cappella, trasformata in seguito nell'attuale santuario.
- Beata Vergine dei Miracoli: sarebbe apparsa nel 1555 a Corbetta, presso Milano, ai fratellini Antonio e Giovanni Angelo Della Torre, quest'ultimo un bambino sordomuto, guarendolo: è il primo di una serie di miracoli che si sarebbero verificati nel luogo dove oggi sorge il Santuario della Beata Vergine dei Miracoli.[63]
- Santuario di Nostra Signora del Bosco: il 12 settembre 1555, a Pannesi, frazione di Lumarzo, la Madonna sarebbe apparsa al contadino Felice Olcese, sordomuto, che riacquistò l'uso della parola.
- Nostra Signora degli Angeli: sarebbe apparsa il 21 maggio 1556, lunedì di Pentecoste, in località Carbonara, nel comune di Arcola (SP), alle cinque sorelle Fiamberti mentre recitavano l'Angelus al termine della Messa.
- Nostra Signora di Montallegro: sarebbe apparsa nel 1557 a Montallegro (frazione di Rapallo), a Giovanni Chichizola, contadino di Coreglia Ligure.
- Madonna dello Splendore: sarebbe apparsa il 22 aprile 1557 a Giulianova, sulla collina, a un taglialegna di nome Bertolino. Sul luogo dove fu poi costruito l'attuale santuario sgorgò una fonte d'acqua tuttora zampillante.
- Basilica di Santa Maria delle Vigne: in tale luogo, ubicato a Genova, sarebbe avvenuta un'apparizione mariana ad Argenta del casato Grillo.
- Santuario della Beata Vergine del Trompone: il 26 giugno 1562 la Madonna sarebbe apparsa, a Moncrivello, a Domenica di Miglianotto, affetta da epilessia e altre infermità, e la donna risultò guarita.
- Nostra Signora della Caravina: un'immagine mariana avrebbe lacrimato nel 1562[64].
- Madonna con la Croce: sarebbe apparsa il 7 maggio 1562 a Durazzano (frazione di Ravenna, nella diocesi di Forlì-Bertinoro), a una contadina chiamata Maria di Minghino, chiedendo la costruzione di una celletta con un altare, tuttora esistenti presso la vicina chiesa di Santa Maria: il fatto è celebrato anche nel dipinto di Pompeo Randi Apparizione della Madonna a Maria di Minghino (1864), nel quale si vede la Vergine che stringe col braccio sinistro una croce.
- Chiesa di Maria Santissima del Ponte: costruita a Caltagirone in seguito a un'apparizione mariana, avvenuta secondo la tradizione il 15 agosto 1572 a una bambina[65][66].
- Madonna dei cappuccini: nel 1574 si sarebbero verificate a Casalpusterlengo delle apparizioni mariane davanti a quattromila persone[67][68].
- Beata Vergine Maria dei Miracoli: sarebbe apparsa nel 1576 a Casalbordino, in Abruzzo, ad Alessandro Muzio, un contadino originario di Pollutri.

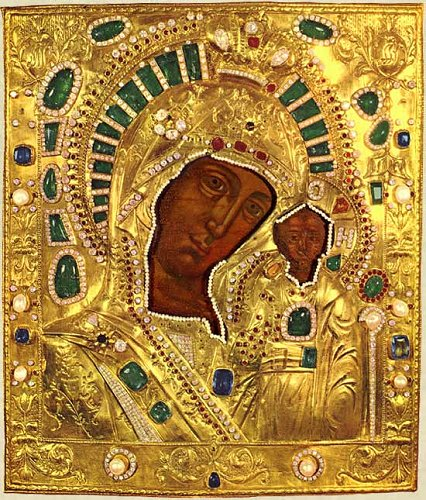
Icona della Madonna di Kazan'

- Madonna di Kazan': è rappresentata in un'icona che fu ritrovata in modo considerato miracoloso l'8 luglio 1579 a Kazan', in Russia.
- Nostra Signora della Salute: sarebbe apparsa dal 1580 circa a Velankanni, in India, più di una volta, nel luogo dove fu successivamente costruito l'omonimo santuario.
- Santuario di Ziteil: la Madonna sarebbe apparsa nel 1580 a più riprese presso Salouf, nel Cantone dei Grigioni, in Svizzera, dove fu in seguito costruito un santuario meta di pellegrinaggi.
- Duomo di Montepulciano: verso il 1580, a Montepulciano, Vincenzo Mincio, adirato perché stava perdendo durante una partita di pallamaglio, scagliò il maglio verso un'immagine mariana, affrescata su una parete: sulla fronte della Vergine sarebbe apparso un livido, visibile ancora oggi.
- Nostra Signora del Buon Successo: sarebbe apparsa nel 1582 a Quito, in Ecuador, a madre Mariana de Jesús Torres, suora di clausura.
- Santuario della Madonna dei Campi: nel 1586, a Stezzano, in provincia di Bergamo, la Madonna sarebbe apparsa a due pastorelle, Bartolomea Bucanelli e Dorotea Battistoni[69].
- Vergine di Chiquinquirá: sarebbe apparsa nel 1586 a Chiquinquirá, in Colombia, a María Ramos.[70][71]
- Santuario di Vicoforte: nel 1592, durante una battuta di caccia, un cacciatore di nome Giulio Sargiano colpì per sbaglio un'immagine della Madonna col Bambino, raffigurata su di un pilone votivo e, secondo la tradizione, l'immagine sanguinò. Il dipinto è attualmente conservato nel santuario citato.
- Santuario di Santa Maria dei Miracoli: nel 1594 si sarebbe verificata un'apparizione mariana[72].
- Madonna dell'Adorazione: con tale nome si indica un'immagine della Vergine col Bambino, custodita nella basilica della Madonna della Ghiara a Reggio Emilia. A tale immagine sono legati due eventi miracolosi che sarebbero avvenuti nel 1596: la guarigione di un sordomuto, di nome Marchino, a Reggio Emilia, e la guarigione di una donna inferma, di nome Margherita, a Fivizzano. Quest'ultima si sarebbe verificata dopo l'improvvisa apparizione dell'icona nella sua stanza[73].
- Santuario della Beata Vergine della Rocca: in questo santuario, ubicato presso la Rocca di Cento, secondo la tradizione nel 1597 un'immagine sacra della Madonna, risalente al 1460, avrebbe sanguinato dopo che un soldato, acquartierato nella rocca, l'aveva colpita con una freccia. La stessa immagine avrebbe fermato il colera l'8 luglio 1855, inoltre avrebbe preservato il territorio di Cento dai bombardamenti angloamericani nel 1944. Il dipinto è attualmente custodito nel santuario[74][75].
- Madonna dei sette dolori: l'immagine della Vergine sarebbe apparsa su una pietra in una data imprecisata tra il Cinquecento e il Seicento a Pescara, nel luogo dove fu poi costruita la Basilica della Madonna dei sette dolori.

### Nel XVII secolo
- Santuario della Madonna di San Marco: verso l'anno 1600, a Bedonia, in provincia di Parma, si sarebbe verificato un miracolo mariano.
- Cattedrale di Nostra Signora dei Miracoli di Caacupé: è una basilica cattolica del Paraguay, inaugurata l'8 dicembre del 1765 e divenuta un luogo di pellegrinaggio. Secondo la tradizione, la sua origine risale alla vicenda di un indio convertito al cristianesimo, di nome José, salvatosi miracolosamente verso il 1600 da un'aggressione da parte di indios pagani, dopo aver invocato la Vergine Maria.
- Basilica santuario Maria Santissima del Colle: fu edificato per ricordare l'apparizione mariana che sarebbe avvenuta a Lenola, nella notte fra il 14 e il 15 settembre 1602, al giovane Gabriele Mattei.
- Santuario della Beata Vergine Addolorata: il 18 agosto 1602, a Bergamo, si sarebbe verificato un miracolo mariano.
- Santuario della Madonna delle Grazie: la Madonna sarebbe apparsa il 23 giugno 1607 ad Ardesio, in provincia di Bergamo, alla famiglia Salera, nel luogo dove successivamente fu edificato il santuario.
- Madonna dell'Olmo: la Vergine sarebbe apparsa nel 1593 nell'omonima località, frazione di Cuneo, sotto un olmo (da qui il nome), a un pastorello sordomuto che avrebbe subito riacquistato la voce. Sul luogo ora sorge un santuario[76][77].
- Nostra Signora di Šiluva: sarebbe apparsa nel 1608 a Šiluva, in Lituania, a dei pastorelli, nel luogo dove ora sorge un santuario.[78][79]
- Nostra Signora dell'Orto: sarebbe apparsa a Chiavari (GE) il 18 dicembre 1609 a Geronima Turrio, levatrice, e il 2 luglio 1610 a Sebastiano Descalzo.
- Maria Santissima delle Grazie sarebbe apparsa, nel 1600 circa, ad Antonietta Fava a Casale di Carinola, presso il ruscello che scorreva a Santa Maria a Pisciariello (estremo lembo nord di Casale, allora zona periferica)[80].

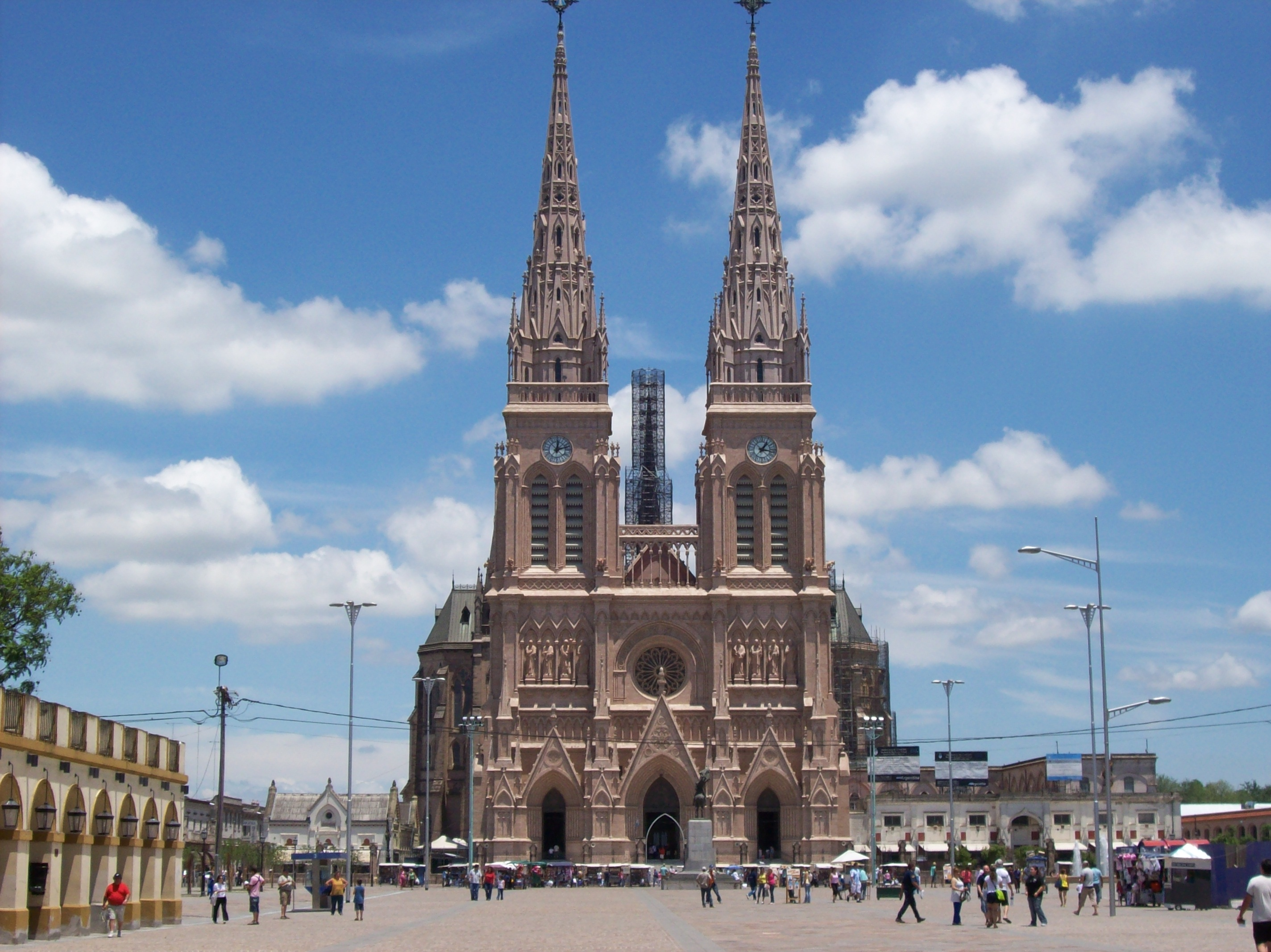
Basilica di Nostra Signora di Luján, in Argentina

- Oratorio di Santa Maria della Croce: la costruzione dell'oratorio risale a un'apparizione mariana, avvenuta secondo la tradizione nel 1613 a un certo Domenico del Biondo.
- Basilica di Itatí: in questa basilica, ubicata nella città argentina di Itatí, il volto di una piccola statua mariana in legno, a partire dal 1615 e poi nel corso dei secoli, è diventato più volte splendente di luce[81].
- Santuario della Madonna del Pozzo: la Madonna sarebbe apparsa il 15 maggio 1616, presso San Salvatore Monferrato, al soldato spagnolo Martino De Nava, salvandogli la vita.
- Santuario della Madonna del Bosco: il 9 maggio 1617, a Imbersago, la Madonna sarebbe apparsa a tre pastorelli.
- Beata Maria Vergine del Feles: sarebbe apparsa nel 1620 a Bosentino (TN) a Janesel, un pastorello muto, indicandogli una felce (feles nel dialetto locale) e chiedendo che fosse costruito un luogo di culto a lei dedicato. Secondo la tradizione, la Madonna guarì il giovane e, a testimonianza del suo passaggio, lasciò un'impronta su una pietra che si trova sul retro del presbiterio del Santuario.[82]
- Santuario della Madonna del Bosco: il 21 giugno 1623, a Ozegna, la Madonna sarebbe apparsa al giovane Giovanni Guglielmo Petro, affetto da afasia, il quale riacquistò l'uso della parola.
- Santuario di Campoè: nel 1626, alla porte di Caglio, in Lombardia, la Madonna sarebbe apparsa a una giovane inferma di sedici anni, guarendola miracolosamente.
- Nostra Signora di Luján: nel 1630 si sarebbero verificati fenomeni miracolosi, in relazione a un'icona dell'Immacolata Concezione.
- Santuario Nostra Signora di Loreto, Forno Alpi Graie, Groscavallo (Torino): a seguito dell'apparizione il 30 settembre 1630 a Pietro Garino[83].
- Santuario di Plout: la Madonna è venerata a Saint-Marcel, dove si trova il santuario, fin dal XIV secolo, quando vi si pose una statua in suo onore. Nel 1640 un muratore, che si era fratturato in modo grave una gamba e aveva qui invocato la Vergine, sarebbe guarito completamente, decidendo di costruire la prima cappella, ingrandita nel 1715 e successivamente ampliata fino ad assumere nel 1853 l'aspetto dell'attuale santuario.
- Madonna del Pilone: la Vergine sarebbe apparsa nell'omonima località, quartiere di Torino, il 29 aprile 1644, salvando la bambina Margherita Molar dalle acque del Po. Presso la riva del fiume venne eretta la chiesa nel 1645.
- Madonna della Rosa: sarebbe apparsa nel 1644 a Ceresole d'Alba a una giovane della vicina Canale, salvandola da un'aggressione[84][85].
- Santuario della Madonna delle Grazie: nel 1647, nella frazione di Ponzano Magra del comune di Santo Stefano di Magra, in provincia della Spezia, la Madonna col Bambino sarebbe apparsa a un ragazzo di Ponzano Superiore, Giovanni Battistini.
- Santuario della Madonna del faggio: ubicato nella frazione di Castelluccio di Porretta Terme, fu costruito in seguito a un'apparizione mariana a due pastorelli di Casa Calistri, che sarebbe avvenuta nel 1672[86][87].
- Nostra Signora di Coromoto: sarebbe apparsa nel 1652 in Venezuela.
- Santuario della Beata Vergine della Visitazione di Colere: il 2 luglio 1654, a Dezzo, frazione di Colere, la Madonna sarebbe apparsa al pastore Bartolomeo Burati, originario di Borno, guarendolo dalla tubercolosi.
- Madonna di Rosa (San Vito al Tagliamento): sarebbe apparsa, nel 1655, alla bambina Maria Giacomuzzi nella Villa di Rosa, al tempo sulla sinistra del fiume Tagliamento. La Vergine, raffigurata su un affresco, avrebbe chiesto alla bambina di portarla via da quel luogo in cui si bestemmiava il nome del figlio, per poi guarirla dall'epilessia come prova. La sacra immagine venne trasportata su un carro sull'altra sponda del fiume, nella chiesa di San Nicolò situata fuori dalle mura di San Vito al Tagliamento, che nel corso dei secoli fu ampliata e ricostruita sino a diventare l'attuale Santuario della Madonna di Rosa e Gesù Misericordioso. L'8 settembre 1881, con due corone d'oro, la Madonna di Rosa fu incoronata insieme al Bambino per decreto di papa Leone XIII, che la definì Regina del Tagliamento e delle sue popolazioni.
- Nostra Signora del Laus ((in lingua occitana "Nostra Signora del Lago")[88]: sarebbe apparsa, nel 1664-1718, alla venerabile Benedetta Rencurel, presso il luogo chiamato Laus, vicino al villaggio di Saint-Étienne-le-Laus (Francia).
- Madre della Divina Provvidenza: sarebbe apparsa nel 1668 alla pastorella Bartolomea Ghini, presso Pancole, in provincia di Siena.
- Santuario della Beata Maria Vergine del Pilone: secondo le cronache, il 23 luglio 1684, a Moretta, in provincia di Cuneo, ebbe inizio la miracolosa oscillazione di un pilone votivo dedicato alla Madonna, proseguita per diversi giorni. In seguito fu edificato un santuario per accogliere i pellegrini.
- Madonna delle lacrime: il 6 agosto 1688, a Lezzeno, un'immagine mariana avrebbe lacrimato sangue[89].
- L'Eglise Notre-Dame des Récollets (La chiesa di Nostra Signora dei Recolletti): vi è custodita una statua della Madonna col Bambino, famosa perché il 18 settembre 1692, in coincidenza con un grave terremoto, la statua, secondo le testimonianze dei fedeli, si era modificata e, diversamente da prima, il Bambino guardava la Madre e aveva posto la sua mano in quella di lei.

### Nel XVIII secolo
- Santuario della Madonna degli Olmetti: ubicato a Lemie, è dedicato alla natività di Maria. Nel 1701 Giambartolomeo Bovero Castagnole, di Germagnano (TO), pregò davanti a un'immagine mariana, dipinta su un pilone votivo, per i suoi due figlioletti gravemente malati. La loro repentina guarigione richiamò l'attenzione dei fedeli, per accoglere i quali fu edificato nel 1721, intorno al pilone, il santuario, ampliato nel 1848. L'attuale denominazione è dovuta a un boschetto di olmi situato poco lontano.[90]
- Madonna della Sciara: a Mompileri, frazione di Mascalucia (Catania), si sarebbe rivelata a una donna nel 1704, per indicare il luogo dove scavare per ritrovare la sua statua marmorea cinquecentesca, sepolta dalla lava dell'Etna 35 anni prima (12 marzo 1669).[91]
- Santa Maria del Pozzo: in una notte imprecisata del 1705, a Capurso (Bari), la Vergine sarebbe apparsa al moribondo sacerdote don Domenico Tanzella il quale, su indicazione della Vergine, bevendo l'acqua del "Pozzo del Piscino" sarebbe guarito miracolosamente da una malattia mortale. Successivamente, il 30 agosto del 1705, don Tazella e altri tre compagni, calandosi all'interno del Pozzo di Santa Maria alla periferia di Capurso, ritrovarono dopo alcuni fatti prodigiosi, sulla parete della cisterna che volgeva a mezzogiorno, l'icona della Vergine Maria.
- Santuario della Madonna della Bassa: nel 1713, a Mompellato, frazione di Rubiana, Lorenzo Nicol sarebbe stato guarito miracolosamente dalla Madonna, che aveva invocato dopo essersi rotto una gamba.
- Santuario della Madonna del Ponte: nel 1714, presso Narni, in provincia di Terni, furono rinvenuti casualmente in una grotta degli affreschi mariani. In seguito ai miracoli che si sarebbero verificati, fu costruito intorno alla grotta il santuario.
- Madonna Assunta: avrebbe salvato miracolosamente nel 1715 la città dalmata di Signo dall'assedio di preponderanti forze turche[92].
- Madonna dell'Apparizione: sarebbe apparsa nel 1716 a Pellestrina (VE) a Natalino Scarpa di Zuanne, detto il Muto.[93]

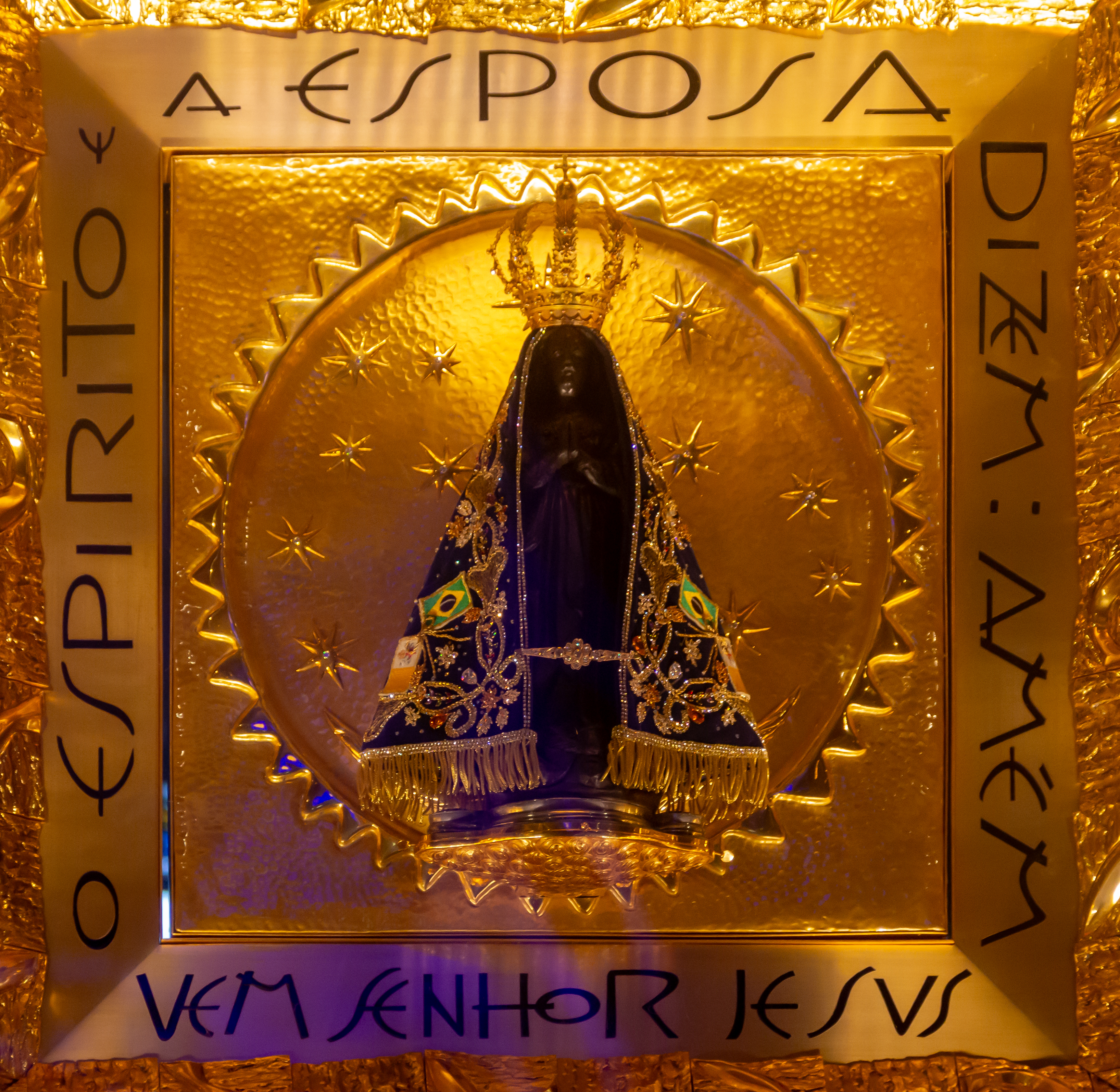
Immagine ufficiale di Nostra Signora di Aparecida

- Nostra Signora Aparecida: è la patrona del Brasile. Il culto risale al ritrovamento di una statuetta avvenuto nel 1717 ad Aparecida da parte di tre pescatori,  Domingos Garcia, Filipe Pedroso e João Alves. Sono molte le testimonianze di grazie e di miracoli che da allora le sono state attribuiti. La Basilica di Nostra Signora di Aparecida è il più grande santuario mariano del mondo e, dopo quello di Guadalupe, è il più frequentato di tutta l'America Latina, con i suoi oltre sette milioni di visitatori ogni anno[94][95][96].
- Nostra Signora del Lume: sarebbe apparsa nel 1722 a Palermo a una mistica.
- Beata Vergine Maria del Soccorso: sarebbe apparsa il 13 luglio 1718 a Castellammare del Golfo, allorquando la cittadina marinara era coinvolta nella battaglia tra Filippo V re di Spagna e Vittorio Amedeo II di Savoia per il possesso della Sicilia; il popolo, impaurito dall'invasione di cinque navi inglesi, si sarebbe rivolto alla venerata patrona implorandone il soccorso. La Vergine, accogliendo la supplica, sarebbe apparsa sul monte di fronte al castello, spaventando gli invasori inglesi e convincendoli ad abbandonare la città.

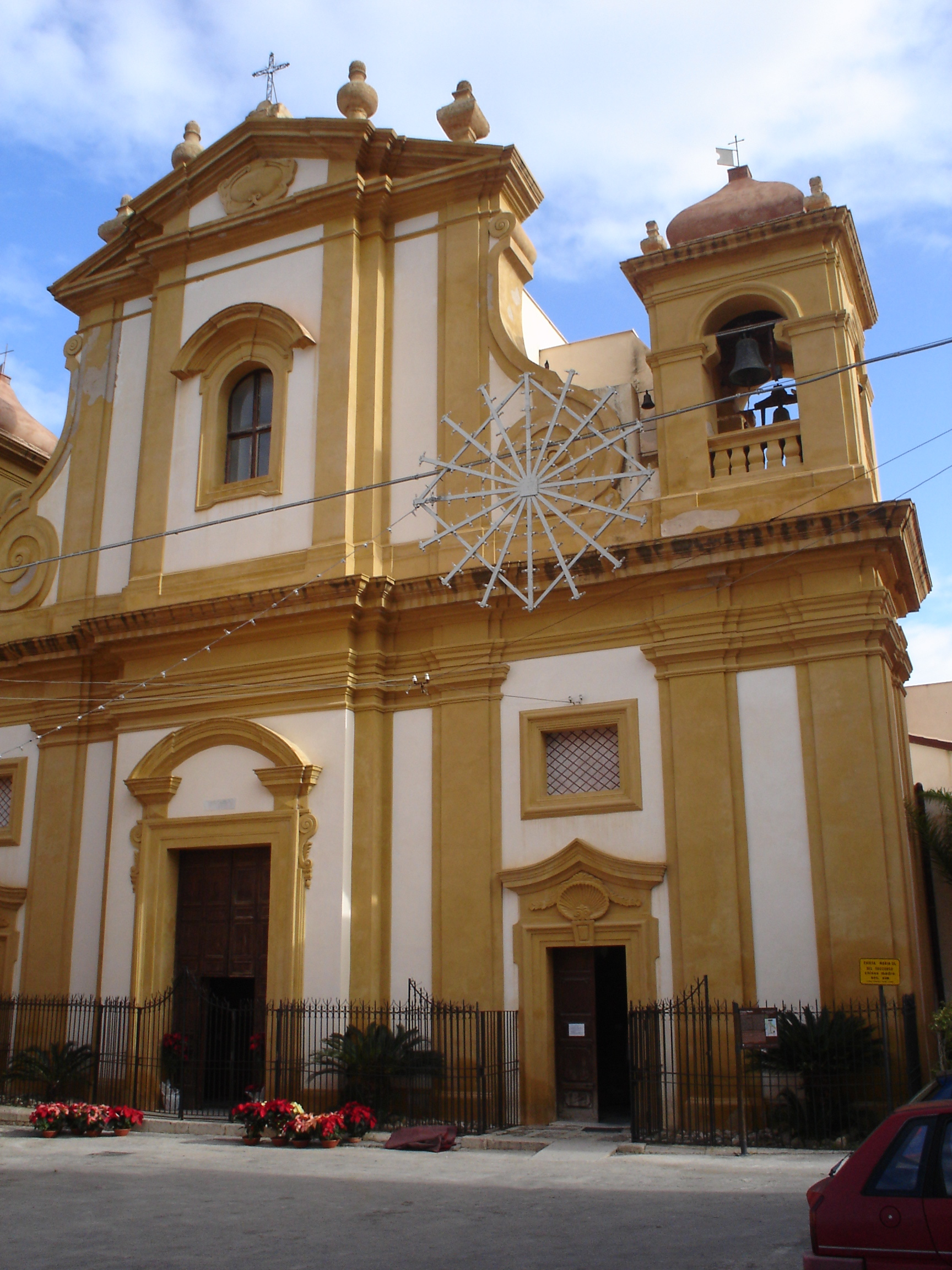
Santuario di Maria Santissima del Soccorso a Castellammare del Golfo, Trapani

- Madonna di Piné: sarebbe apparsa alla pastorella Domenica Targa (1699-1764) il 14 maggio 1729, e successivamente in altre quattro occasioni, fino al 26 maggio 1730, in diverse località nei dintorni del villaggio di Montagnaga di Piné (Trento).
- Santuario di Las Lajas: nel 1754, in Colombia, la Madonna sarebbe apparsa a María Mueces e a sua figlia Rosa, sordomuta, guarendola.
- Madonna del Duomo di Ancona: dal 25 giugno 1796, secondo numerose testimonianze, l'immagine raffigurata su un dipinto avrebbe mosso gli occhi, aprendoli e chiudendoli ripetutamente. Si trova nel Duomo di Ancona, dedicato a san Ciriaco.

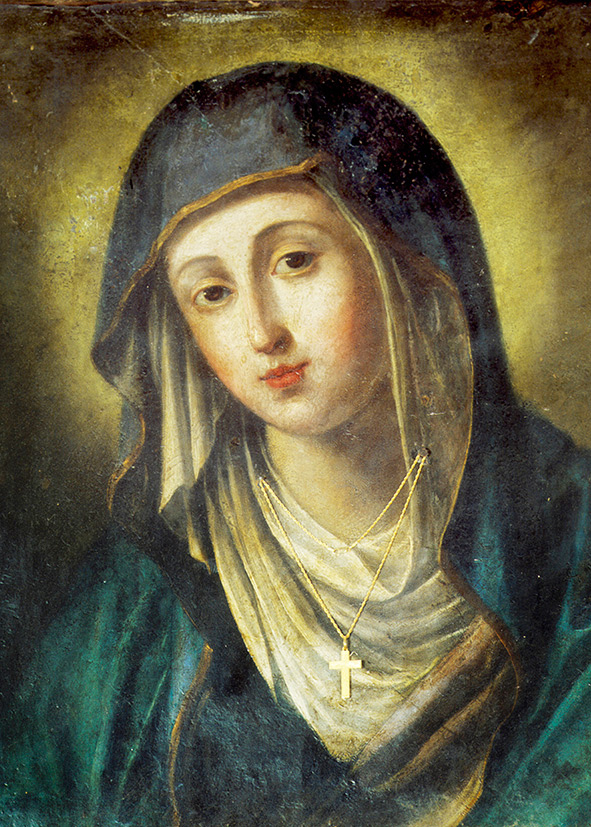
Madonna dell'Archetto a Roma

- Madonna dell'Archetto a Roma: dal 9 luglio 1796, secondo numerose testimonianze, l'immagine raffigurata su un dipinto avrebbe mosso gli occhi, aprendoli e chiudendoli ripetutamente. Si trova nell'omonima cappella presso Palazzo Muti a Roma.
- Chiesa e convento dei Cappuccini a Sant'Agata Feltria: nello spoglio interno a una navata è conservata una "Immacolata" del pittore locale Angelo Angeloni di Pennabilli, datata 1786, che avrebbe mosso gli occhi in alcune occasioni tra il 1796 e il 1850.
- Nostra Signora di La Vang: sarebbe apparsa nel 1798 a La Vang, in Vietnam, a un gruppo di cattolici perseguitati.[97]

### Nel XIX secolo
- Basilica Ave Gratia Plena: i fedeli di Torre Annunziata attribuiscono alla Madonna della Neve, una cui icona è conservata nella basilica, la protezione avuta il 22 ottobre 1822, quando la lava del Vesuvio si fermò prima di investire il paese. La stessa cosa avvenne l'8 aprile 1906.
- Madonna di Porto Sant'Elpidio: nel 1829 si sarebbe verificato un fatto miracoloso riguardante una statua mariana[98].
- Beata Vergine della Medaglia miracolosa: nel 1830, a Parigi, sarebbe apparsa a santa Caterina Labouré, una suora delle Figlie della Carità di San Vincenzo De Paoli.[99]
- Santuario di Valmala: dal 5 agosto al 20 settembre 1834, a Valmala, in provincia di Cuneo, la Madonna sarebbe apparsa a quattro pastorelle del luogo.

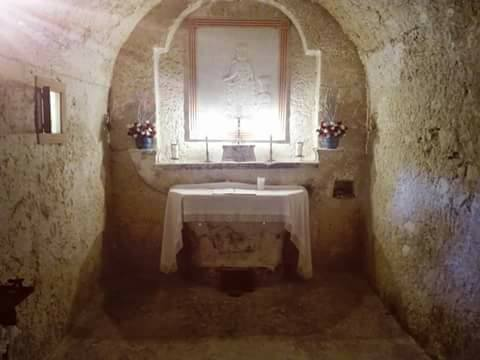
Acquafondata (Frosinone) Cappellina rupestre costruita sul luogo dell'apparizione della Madonna del Carmine, il 16 luglio 1841

- Madonna del Carmine: sarebbe apparsa a Nicolina Carcillo Simeone il 16 luglio 1841, nei pressi del piccolo borgo montano di Acquafondata, oggi in provincia di Frosinone[100].
- Madonna del Miracolo: nel 1842, a Roma, sarebbe apparsa ad Alphonse Marie Ratisbonne.

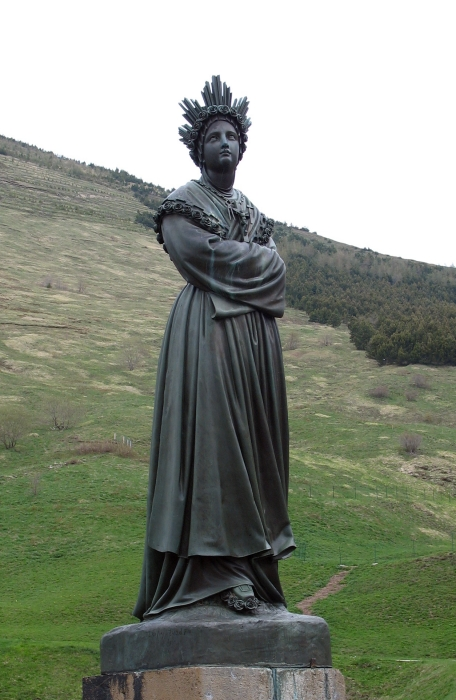
La statua di Nostra Signora di La Salette (Francia)

- Nostra Signora di La Salette: nel 1846 a La Salette-Fallavaux, in Francia, sarebbe apparsa a Massimino Giraud e Melania Calvat, due pastorelli.
- Nostra Signora di Nouillan: nel 1848, a Montoussé, in Francia, sarebbe apparsa prima a tre bambini, poi ad altre persone.
- Madonna della Misericordia: nel 1850, a Rimini, un'immagine mariana avrebbe mosso gli occhi e lacrimato.
- Nostra Signora di Licheń: sarebbe apparsa in Polonia, nel 1813 al soldato polacco Tomasz Kłossowski, e nel 1850 al pastore Mikołaj Sikatka.
- Madonna Addolorata del Cerreto: nel 1853 a Cerreto, frazione di Sorano, nella provincia di Grosseto, sarebbe apparsa alla pastorella Veronica Nucci di dodici anni.

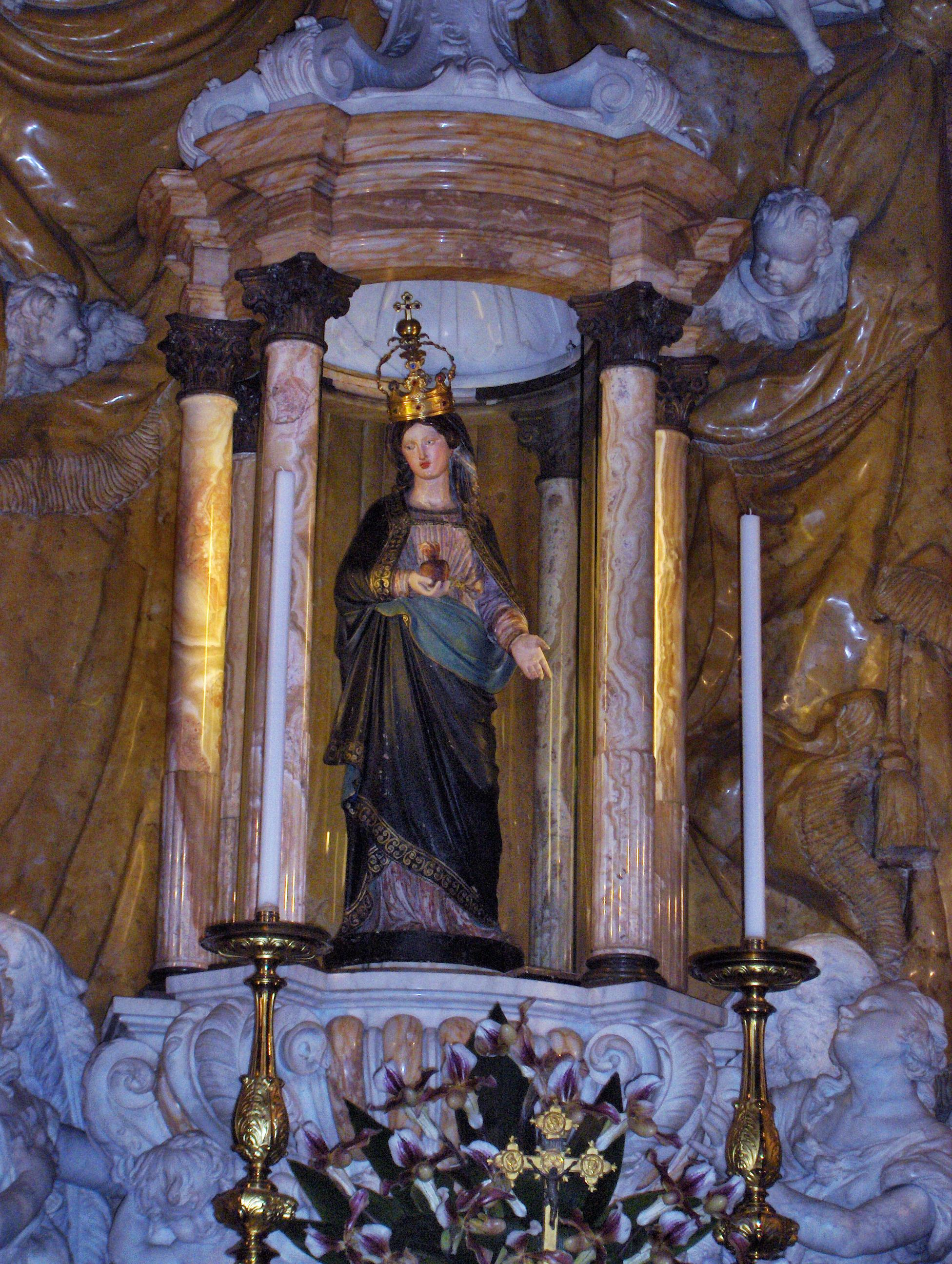
La statua della Madonna miracolosa, nell'omonimo santuario di Taggia

- Madonna miracolosa: nel 1855 a Taggia, nel santuario omonimo, una statua dedicata al Cuore Immacolato di Maria avrebbe mosso gli occhi. L'evento è stato riconosciuto come miracoloso dalla Chiesa cattolica[101].

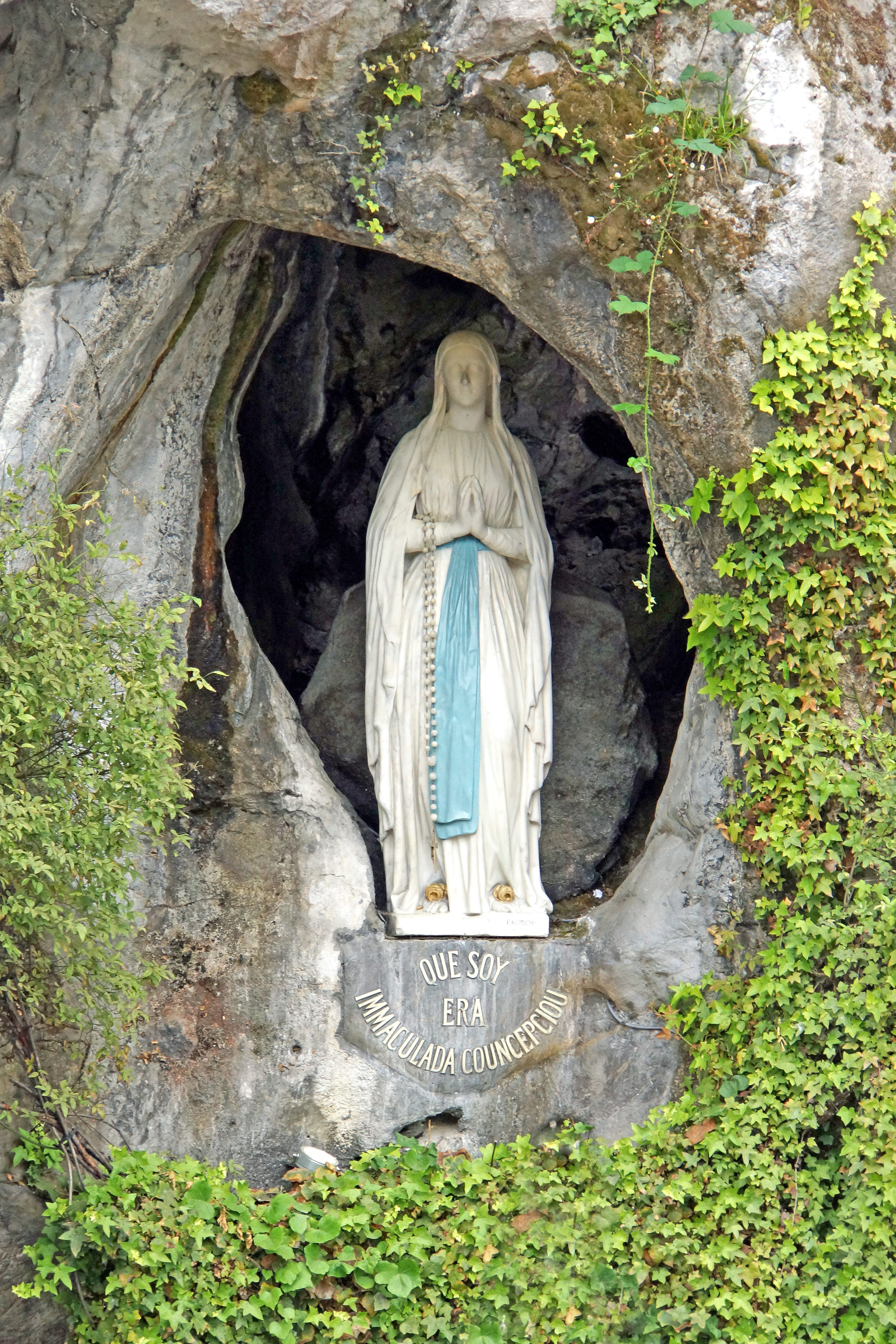
La grotta di Lourdes; statua della Vergine, creata da Joseph-Hugues Fabisch secondo le descrizioni di Bernadette.

- Madonna di Lourdes: nel 1858 a Lourdes, in Francia, sarebbe apparsa a Bernadette Soubirous.
- Nostra Signora del Buon Soccorso di Champion: nel 1859, presso Champion, Wisconsin, Stati Uniti d'America, ad Adele Brise, un'immigrata belga.
- Santuario della Madonna della Stella: nel 1862, presso Montefalco, la Madonna sarebbe apparsa a un bambino di cinque anni, Federico Cionchi, detto Righetto.
- Madonna miracolosa: nel 1864 a Loano, nella chiesa dei frati cappuccini, una statua mariana opera dello scultore Salvatore Revelli, simile a quella dello stesso autore conservata nel Santuario della Madonna Miracolosa di Taggia, avrebbe mosso gli occhi e lacrimato[102].

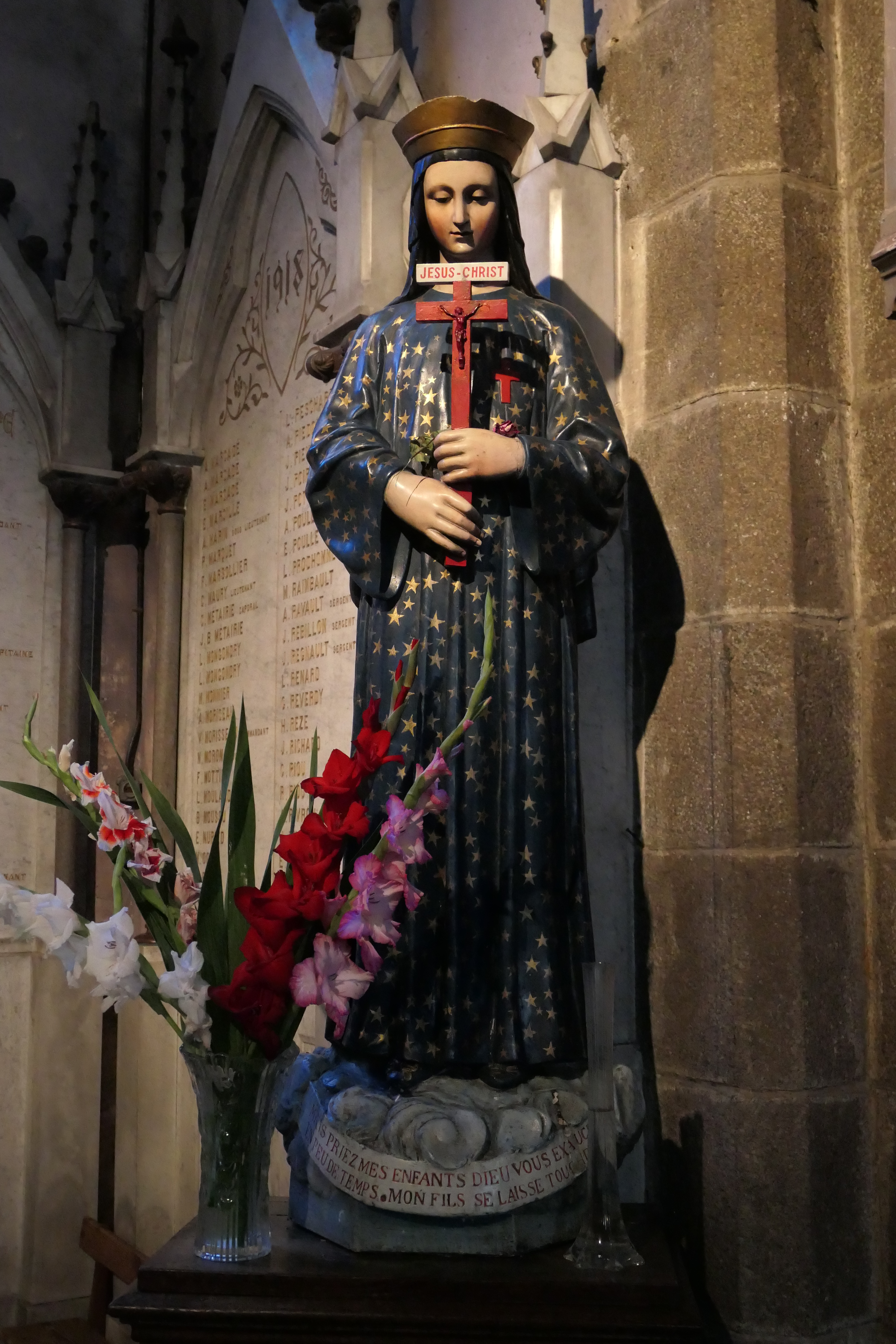
La statua di Nostra Signora di Pontmain (Francia)

- Nostra Signora di Pontmain (o secondo il titolo ufficiale Nostra Signora della Preghiera): nel 1871 a Pontmain, in Francia, sarebbe apparsa a Eugene e Joseph Barbadette e alcuni loro amici (cinque bambini e un neonato).
- La Madonna, con in braccio il Bambino Gesù: sarebbe apparsa alla pastorella Angela Berruti, e poi anche ad altre persone, nel 1874 a Feglino, in provincia di Savona.
- Virgen de la Peña (Vergine della Rupe): a La Peña de Yariguarenda (frazione dell'odierna Tartagal), Argentina. Prime apparizioni nel 1874, poi nel 1904 a un taglialegna, e nel 1907 a doña Romualda Burgos de Meriles.[senza fonte]
- Nostra Signora della Misericordia: nel 1876, a Pellevoisin, in Francia, sarebbe apparsa a Estelle Faguette.
- Nostra Signora di Knock: nel 1879 a Knock, in Irlanda, sarebbe apparsa, con san Giuseppe e san Giovanni evangelista, a una quindicina di persone dai 6 ai 75 anni.
- Maria Santissima Addolorata di Castelpetroso: nel 1888, a Castelpetroso, in provincia di Isernia, sarebbe apparsa a due contadine, Fabiana Cicchino, detta Bibiana, e Serafina Valentino, rispettivamente di 35 e 34 anni, e successivamente a varie persone, tra le quali il vescovo di Bojano, Francesco Palmieri Macarone, incaricato quale delegato apostolico dal papa Leone XIII di indagare sul fenomeno.

### Dal 1900 al 1950
- Santuario della Beata Maria Vergine delle Grazie: numerose le grazie attribuite alla Beata Vergine raffigurata nell'affresco custodito nel santuario, collegate a calamità naturali, epidemie, malattie, incidenti ecc., e testimoniante mediante ex voto. Tra queste quella legata a Lucinda Berton, scampata a un incidente il 28 gennaio 1911: caduta in acqua mentre attraversava il ponte sul canale Gorzone, si salva inaspettatamente mentre le amiche invocano la Vergine delle Grazie
- Nostra Signora della Cina: nel 1900, durante la rivolta dei Boxer, sarebbe apparsa a Dong Lu, in Cina.[103]

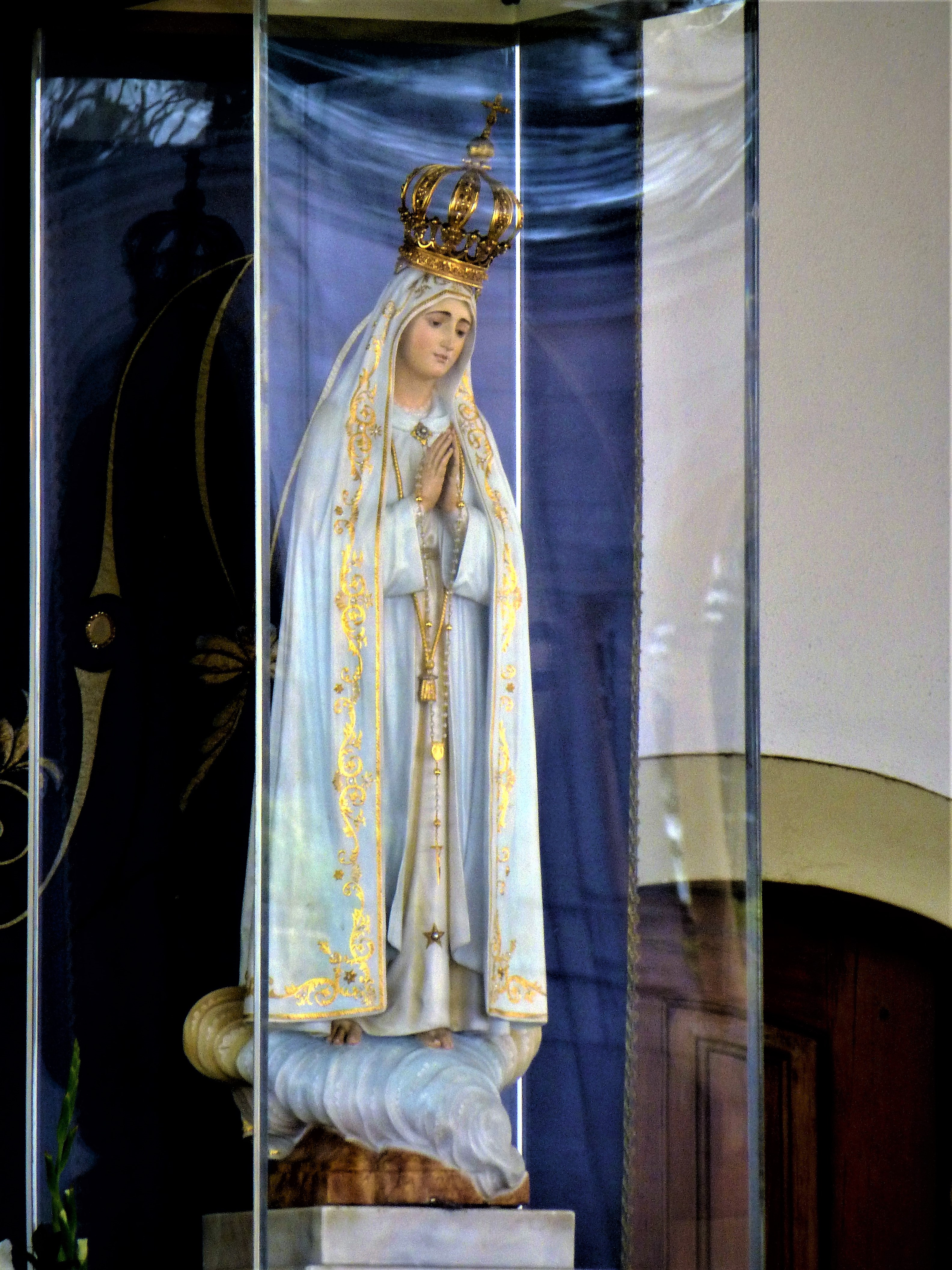
La celebre statua della Madonna di Fátima, realizzata così come venne descritta da suor Lucia, opera di José Ferreira Thedim del 1920, custodita presso la cappellina delle apparizioni a Fátima.

- Madonna di Fátima: nel 1917, a Fatima, in Portogallo, sarebbe apparsa a tre pastorelli, Lúcia dos Santos e i suoi cugini Giacinta e Francesco Marto.
- Beata Vergine Maria del Divin Pianto: nel 1924, a Cernusco sul Naviglio, sarebbe apparsa a suor Elisabetta Redaelli affidandole un messaggio e guarendola miracolosamente.
- Madonna di Himmelstadt: negli anni 1926/1927 e 1934/1935, a Himmelstadt, in Germania, la Madonna sarebbe apparsa a tre ragazze. In seguito a queste apparizioni, migliaia di fedeli cominciarono a recarsi a Himmelstadt in pellegrinaggio. Tuttavia l'allora vescovo di Würzburg, Matthias Ehrenfried, proibì eventi pubblici nel luogo delle apparizioni in attesa di una valutazione ufficiale, che non è ancora avvenuta.[104][105]
- Cuore Immacolato di Maria Rifugio delle Anime: con questo appellativo la Madonna sarebbe apparsa, a partire dal 1930, a Paravati, in provincia di Vibo Valentia, alla mistica Natuzza Evolo.

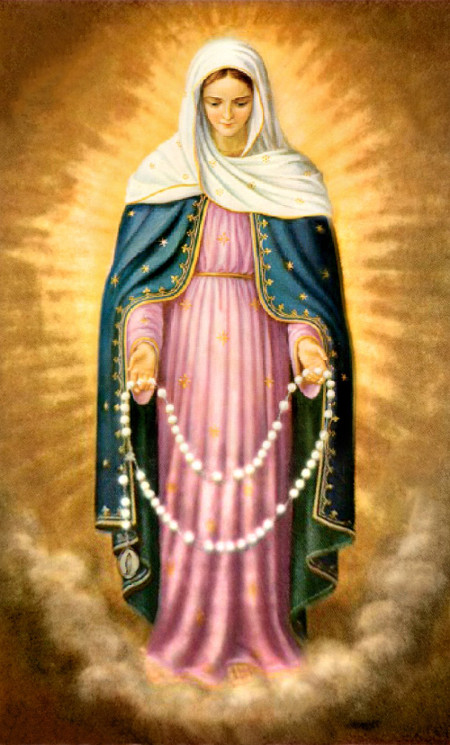
Immagine di Nostra Signora delle Lacrime

- Nostra Signora delle Lacrime: nel 1930, a Campinas, comune del Brasile nello Stato di San Paolo, sarebbe apparsa la Madonna a suor Amalia di Gesù Flagellato (Amalia Aguirre Queija).[106]
- Madonna di Ezquioga: negli anni 1931/33 sarebbe apparsa a Ezquioga (diocesi di Vitoria), in Spagna, dapprima a dei bambini, poi a centinaia di persone. Nel 1934 la S.C. del S. Officio dichiarò che tali fenomeni non avevano alcun carattere soprannaturale.[107]
- Nostra Signora di Beauraing (chiamata anche la "Vergine dal Cuore d'oro"): nel 1932 a Beauraing, in Belgio, sarebbe apparsa a cinque bambini.
- Vergine dei Poveri: nel 1933 a Banneux, in Belgio, sarebbe apparsa alla bambina Mariette Beco.

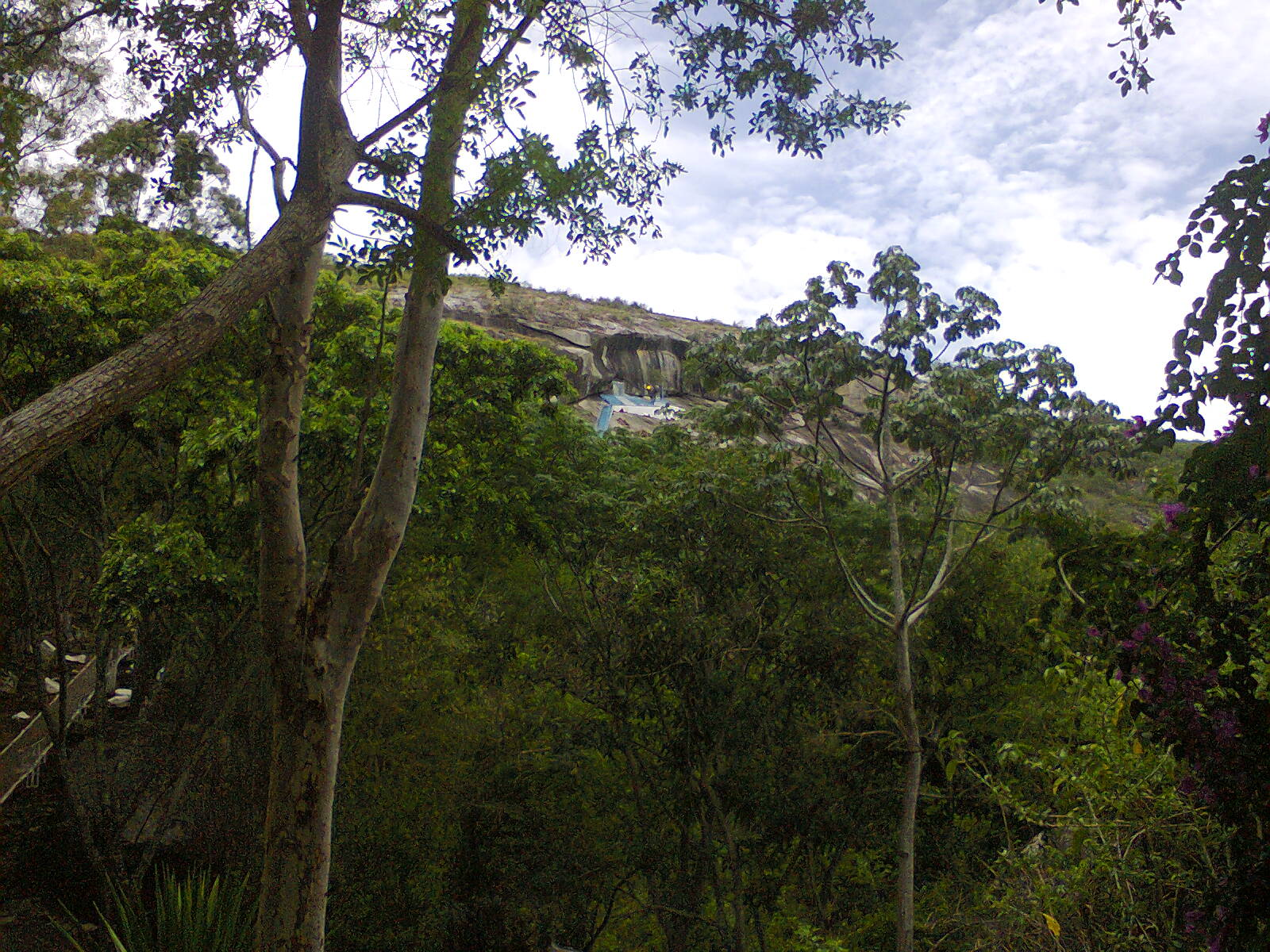
Veduta del monte dove avvennero le apparizioni della Madonna delle Grazie a Cimbres, Brasile.

- Nostra Signora delle Grazie: sarebbe apparsa tra il 1936 e il 1937 nel distretto di Cimbres, appartenente a Pesqueira, comune del Brasile nello Stato del Pernambuco. Le sue testimoni furono Maria da Luz (poi Suor Adélia nella vita religiosa) e Maria da Conceição.[108]
- Nostra Signora di Marienfried, e anche Grande Mediatrice delle Grazie: dal lunedì di Pentecoste del 1940 sarebbe apparsa a Barbara Ruess, a Pfaffenhofen, presso Ulma, in Germania.[109][110]

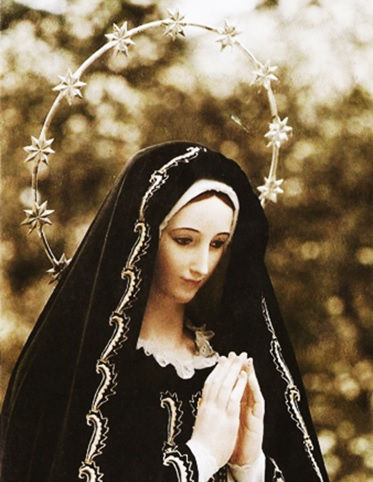
Rappresentazione della Vergine di Umbe, che sarebbe apparsa a Felisa Sistiaga, Spagna.

- Vergine Pura Dolorosa di Umbe: dal 1941 a Laukiz, presso Bilbao, in Spagna, sarebbe apparsa a Felisa Sistiaga.[111][112]
- Madonna delle Ghiaie di Bonate: nel 1944 a Ghiaie (BG), sarebbe apparsa ad Adelaide Roncalli.[113]
- Vergine Dolorosa: nel 1900 a La Codosera, in Spagna, sarebbe apparsa a Marcelina Barroso Expósito e Afra Brígido Blanco[114][115].

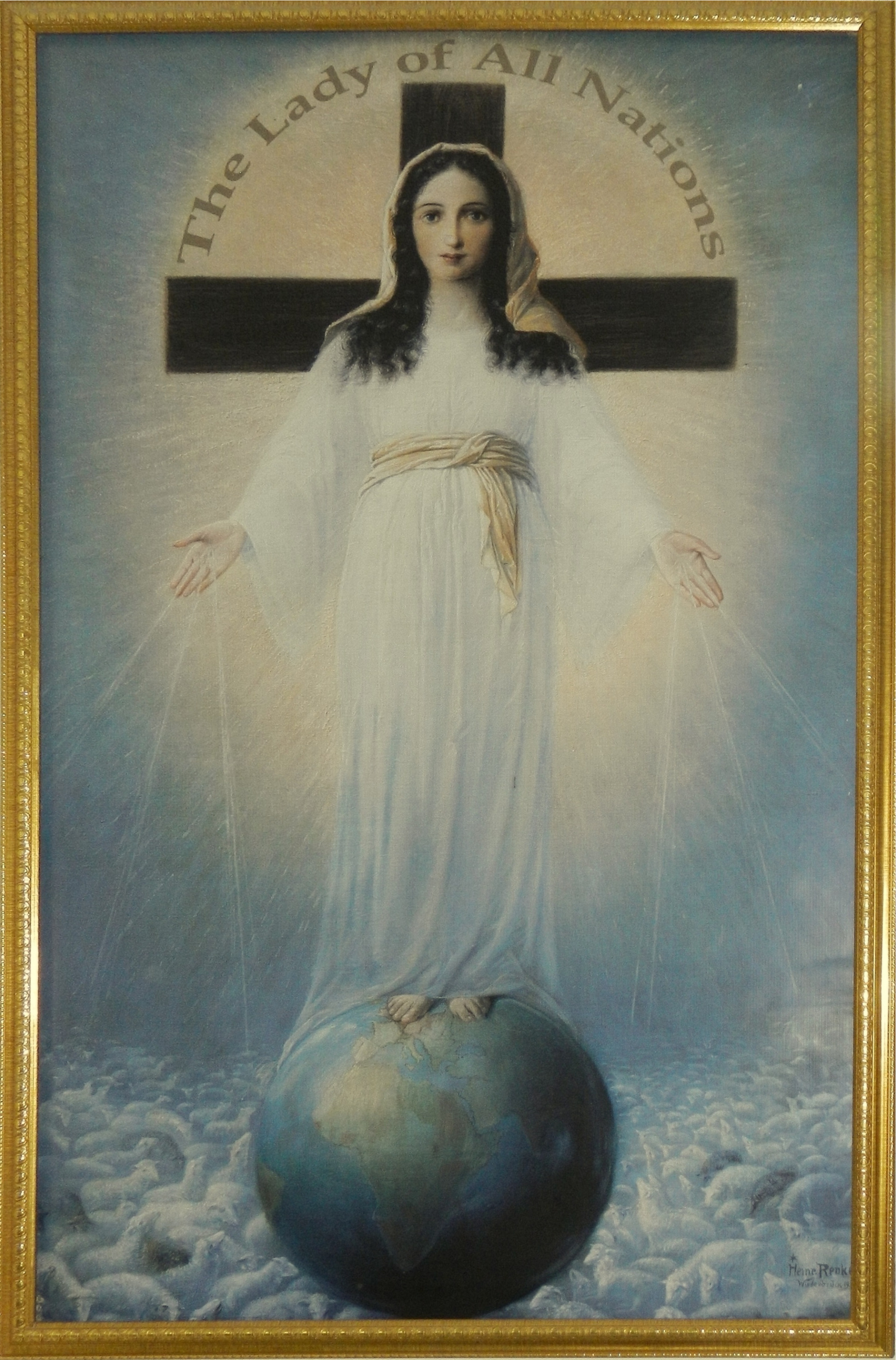
Immagine della Signora di tutti i popoli

- Signora di tutti i popoli: dal 1945 al 1959, ad Amsterdam, nei Paesi Bassi, sarebbe apparsa a Ida Peerdeman.
- Maria, la mamma di Gesù: presentandosi con questo nome, nel periodo dal 1947 al 1956, a Casanova Staffora sarebbe apparsa alla settenne Angela Volpini.[116]

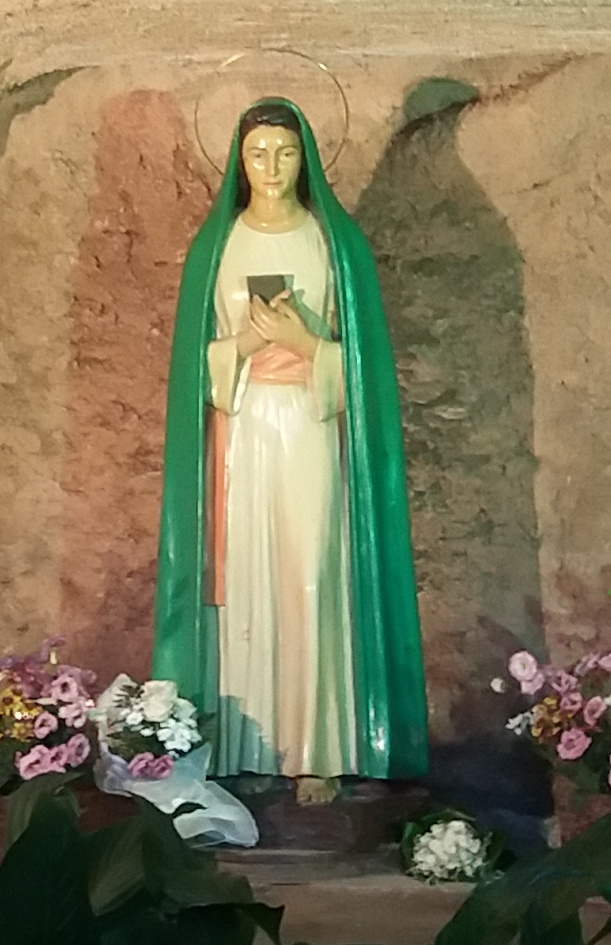
La statua della Vergine della Rivelazione nella grotta delle Tre Fontane (Roma).

- Vergine della Rivelazione: nel 1947 a Roma, sarebbe apparsa a Bruno Cornacchiola e ai suoi tre figli[117].

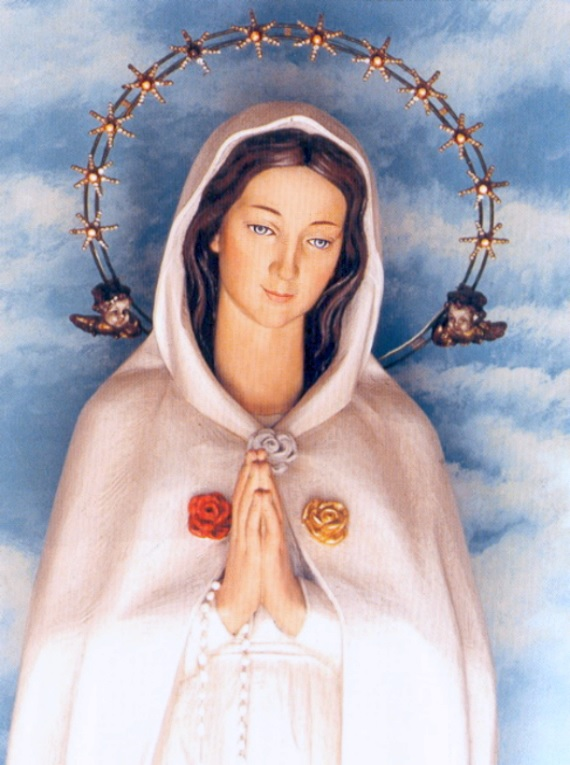
La statua di Maria Rosa Mistica nel suo santuario di Fontanelle (Montichiari).

- Maria Rosa Mistica: sarebbe apparsa a varie riprese, nel 1947 e nel 1966, a Pierina Gilli. Sul luogo delle ultime apparizioni, in località Fontanelle di Montichiari (BS), oggi sorge un santuario diocesano; le apparizioni non sono ancora state riconosciute dalla Chiesa.[118]
- Nostra Signora della preghiera: sarebbe apparsa, dall'8 al 14 dicembre 1947, a quattro ragazzine, Jacqueline e Jeannette Aubry, sorelle di 12 e 7 anni, alla loro cugina Nicole Robin di 10 anni e a Laura Croizon di 8 anni, nella chiesa di Sant'Egidio del comune francese de L'Île-Bouchard.[119][120]
- Nostra Signora di Lipa: le apparizioni della Vergine Maria si sarebbero svolte dal 12 settembre al 12 novembre 1948, nel giardino del convento delle carmelitane di Lipa, Filippine. La Vergine si sarebbe rivelata a Teresita Castillo come "Maria, mediatrice di tutte le grazie".[121]

### Dal 1950 a oggi
- Movimento Mariano Betania: dal 1951 al 1999, messaggi celesti sarebbero stati trasmessi per mezzo di una madre di famiglia, Maria Giovanna Gelfusa, detta Gianna.[Nota 13]

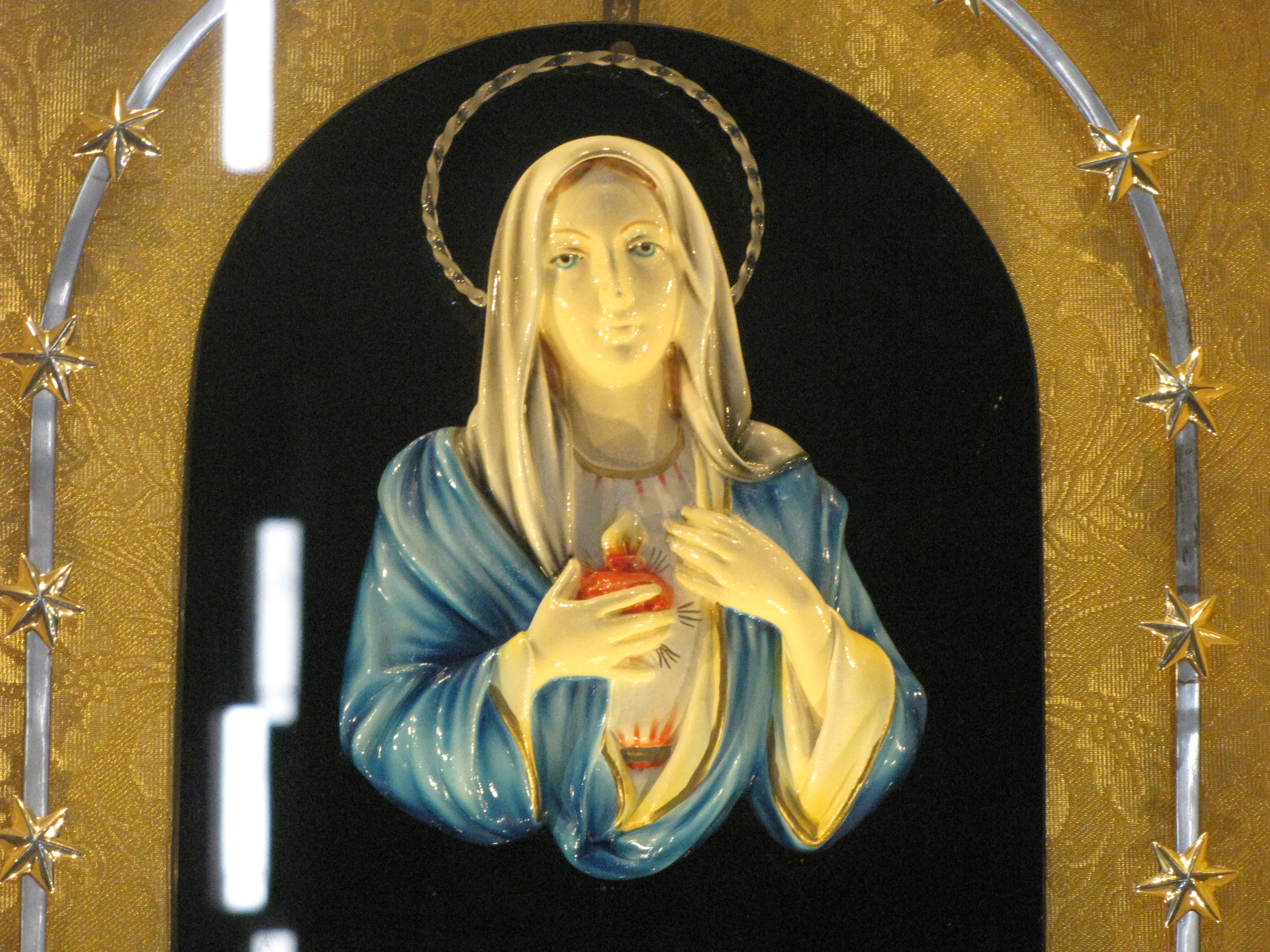
L'immagine della Madonna delle Lacrime, conservata nell'omonimo santuario a Siracusa

- Madonna delle Lacrime: dal 29 agosto al 1º settembre 1953 a Siracusa da un quadretto in gesso smaltato raffigurante il Cuore Immacolato di Maria sarebbero scaturite lacrime, risultate in seguito di tipo umano.[122]
- Madonna del Rosario: dal 23 aprile 1953, a Sabana Grande, (Porto Rico), sarebbe apparsa per 32 volte a Juan Angel Callado e anche a due bambine, Isidra e Ramonita.[123]
- Nostra Signora Regina della Turzovka: nel 1958, a Turzovka, in Slovacchia, sarebbe apparsa a Matej Lašu.[124]

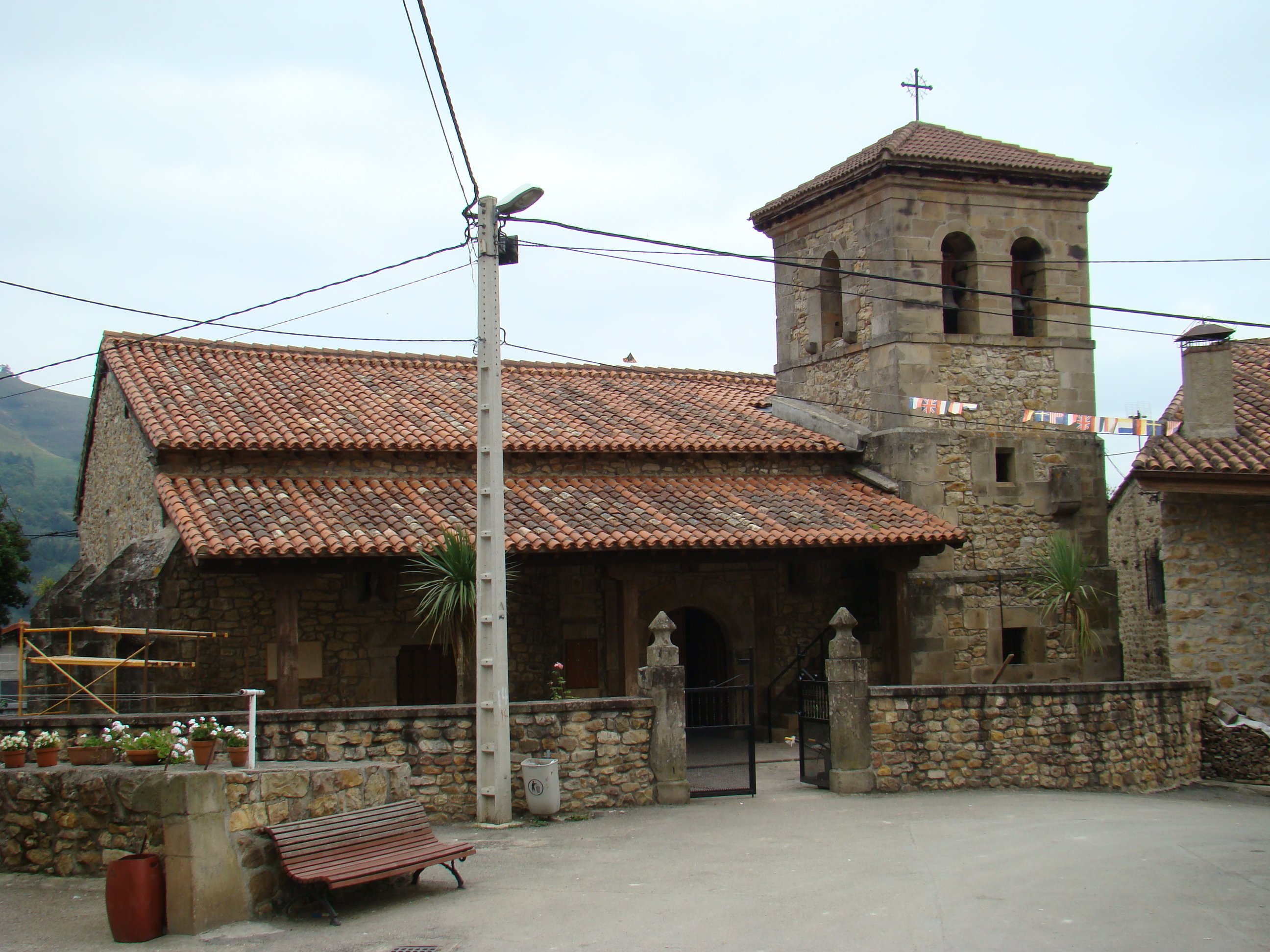
San Sebastián de Garabandal, nel nord della Spagna, dove sarebbe apparsa la Vergine Maria del Monte Carmelo.

- Nostra Signora del Monte Carmelo di Garabandal: dal 1961 al 1965, a San Sebastián de Garabandal, nella diocesi di Santander, in Spagna, sarebbe apparsa a quattro fanciulle, di età compresa fra gli undici e i dodici anni: Conchita González, María Dolores Mazón (Mari Loli), Giacinta e María Cruz González (Mari Cruz).[125]
- Santa Maria Madre della Chiesa: apparizioni riconosciute dall'arcidiocesi di Brindisi-Ostuni, per iniziativa di monsignor Domenico Caliandro. Si sarebbero verificate in Contrada Jaddico, in provincia di Brindisi, nel 1962/1963, dove ora sorge il santuario intitolato a  Santa Maria Madre della Chiesa. Teodoro D'Amici è il nome del veggente che avrebbe ricevuto le apparizioni e i messaggi relativi.[126][127]
- Nostra Signora di Zeitun: dal 1968 al 1970, a Zeitoun, nella periferia del Cairo, in Egitto, sarebbe apparsa sulla cupola di una chiesa copta a numerosissime persone.[128][129]
- Nostra Signora dello Scoglio: dal 1968, a Santa Domenica di Placanica, frazione di Placanica, in provincia di Reggio Calabria, sarebbe apparsa a fratel Cosimo, all'epoca contadino, divenuto poi terziario francescano.[130][131]
- Madonna delle rose: nel 1968 sarebbe apparsa a Rosa Quattrini, detta "Mamma Rosa", a San Damiano, frazione di San Giorgio Piacentino, in provincia di Piacenza[132].

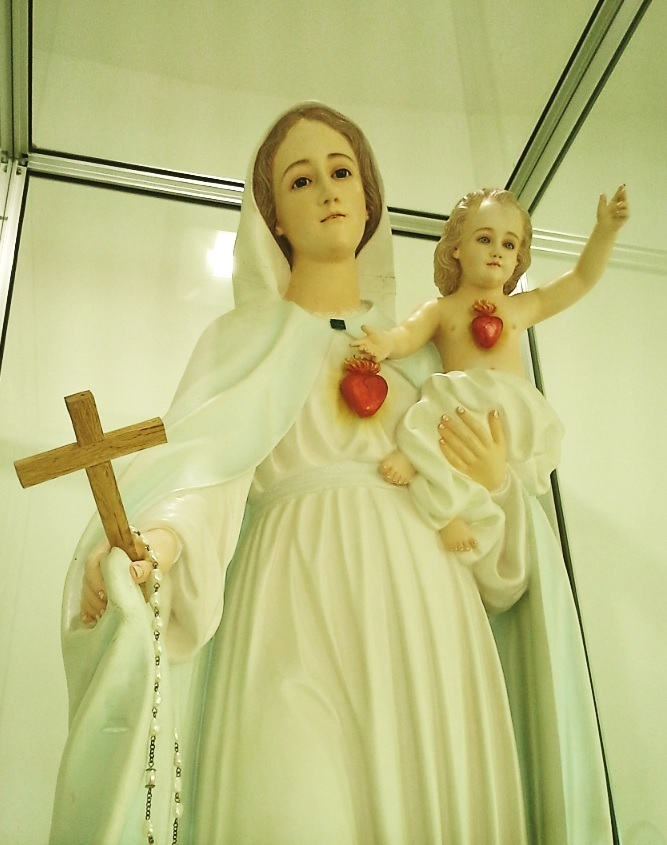
La statua della Vergine di Onuva, che sarebbe apparsa nel sud della Spagna.

- Nostra Signora delle Grazie di Onuva: nel comune di La Puebla del Río, provincia di Siviglia, regione dell'Andalusia, in Spagna, un giovane di nome Jesús José Cabrera, dal 1968 al 1976, avrebbe assistito a diverse apparizioni della Beata Vergine Maria e a due apparizioni di Gesù Cristo.
- Vergine Maria: dal 1968 al 1995, a Bayside, nei sobborghi di New York, sarebbe apparsa a Veronica Lueken. Le apparizioni sono state considerate "destituite di autenticità" dall'episcopato di Brooklyn.[133]

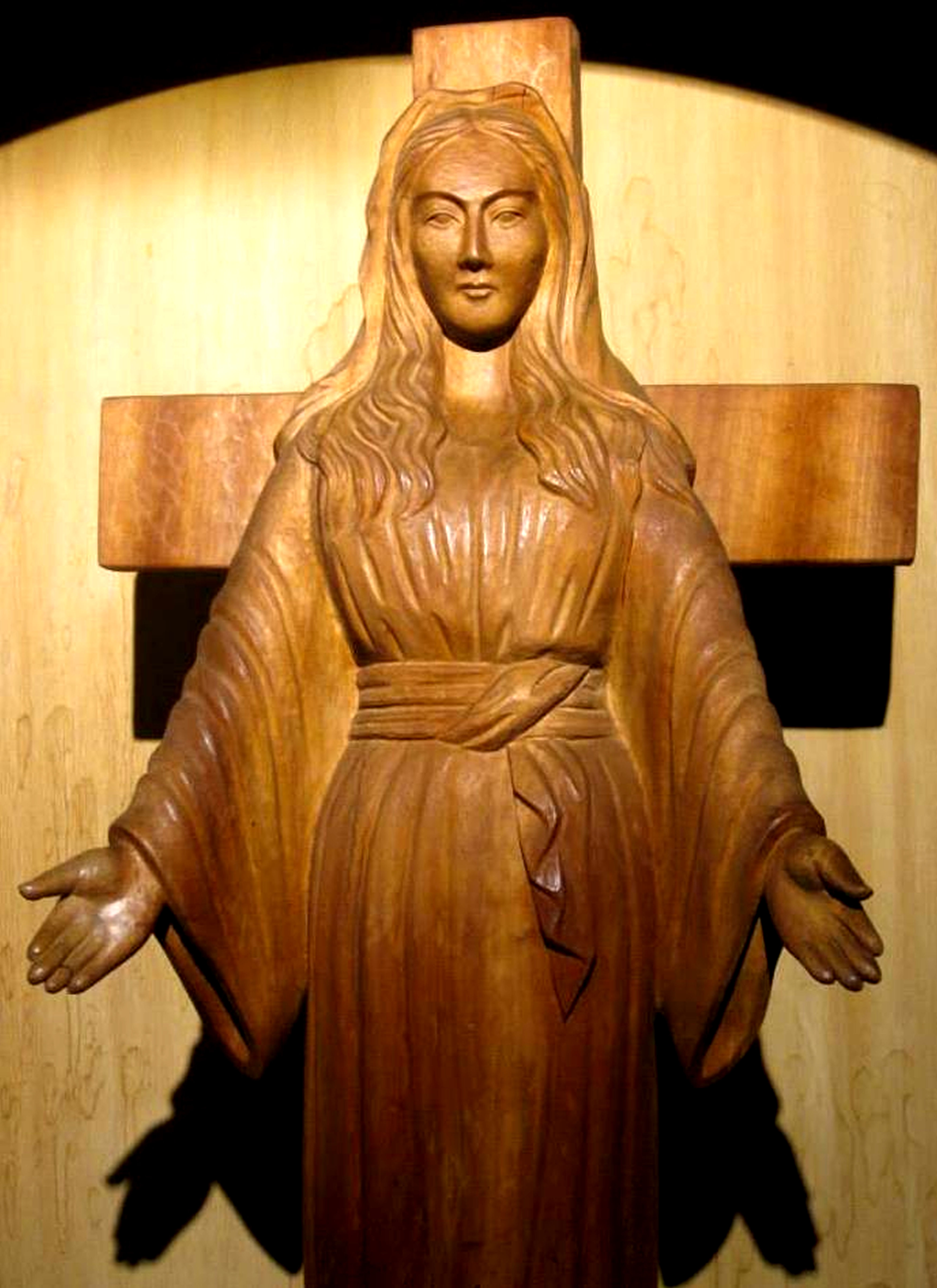
Nostra Signora di Akita

- Nostra Signora di Akita: nel 1973, ad Akita, in Giappone, sarebbe apparsa a suor Agnes Katsuko Sasagawa.[134]
- Nostra Signora del Dolore: dal 1981 al 1989, a Kibeho, in Ruanda, sarebbe apparsa, presentandosi come "Madre del Verbo", a sei ragazze e un ragazzo (Alphonsine Mumureke, Anathalie Mukamazimpaka, Marie-Claire Mukangango, Stephanie Mukamurenzi, Agnes Kamagaju, Vestine Salima ed Emmanuel Segatashya).

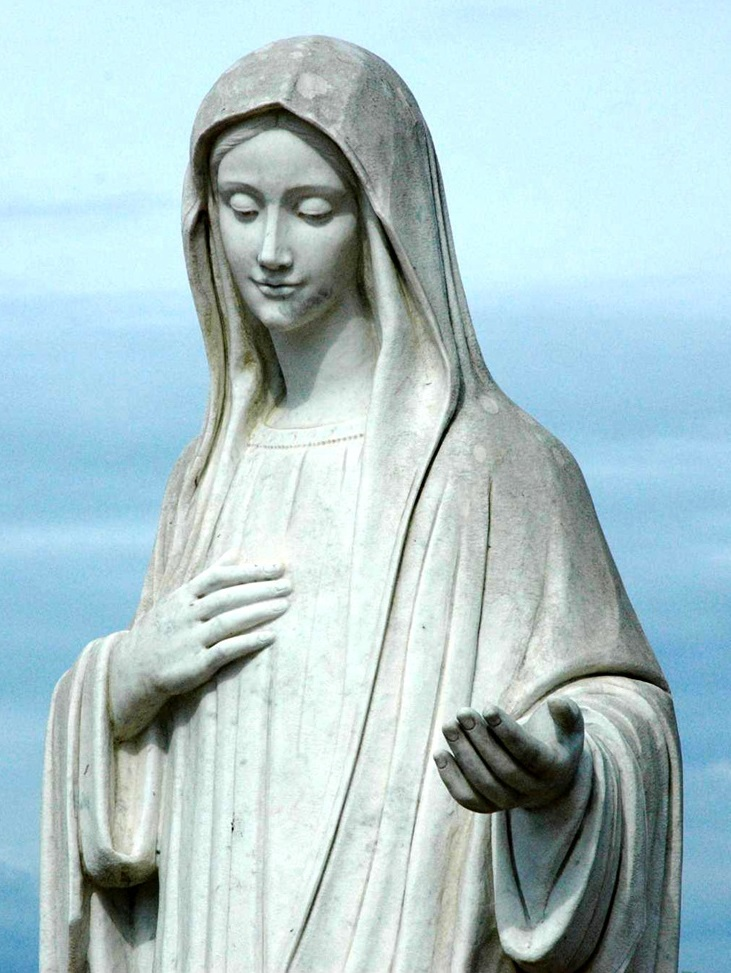
Statua della Madonna di Međugorje

- Madonna di Međugorje (Regina della Pace): dal 1981, a Međugorje, in Bosnia ed Erzegovina, sarebbe apparsa e continuerebbe ad apparire a quattro ragazze e due ragazzi (Marija Pavlović Lunetti, Mirjana Dragičević Soldo, Ivanka Ivanković Elez, Vicka (Vida) Ivanković, Ivan Dragičević e Jakov Čolo).
- Vergine dei Dolori: nel 1981, a El Escorial (Spagna), sarebbe apparsa a Luz Amparo Cuevas.[135]
- Regina del Castello di Oliveto Citra: nel 1985, a Oliveto Citra, in provincia di Salerno, sarebbe apparsa a diverse persone.
- Regina dell'Amore: dal 1985, a San Martino di Schio, in provincia di Vicenza, sarebbe apparsa a Renato Baron.[136]
- Regina della Pace o della Roccia: nel 1986, a Belpasso, in Sicilia, sarebbe apparsa a un ragazzo: Rosario Toscano.[137]
- Vergine della Tenerezza o Nostra Signora di Hrušiv: nel 1987, a Hrušiv, villaggio del distretto di Drohobyč, in Ucraina, sarebbe apparsa a Josyp Terelja, Marija Kizyn e migliaia di altre persone[138].
- Vergine della Pace e dei Miracoli: dal 1987 al 1992, a Crosia, in provincia di Cosenza, sarebbe apparsa a due ragazzi, Vincenzo Fullone e Anna Biasi. Si sarebbero verificate anche lacrimazioni della statua della Madonna della Pietà nell'omonima chiesetta alla periferia di Crosia e i fenomeni che hanno visto in distinte situazioni ruotare nel cielo, il sole e una stella.
- Immacolata Purezza: dal 1990 al 1995, a Litmanová, in Slovacchia, sarebbe apparsa a Katka Češelková e Ivetka Korčáková.[139]
- Vergine dell'Eucaristia: dal 1992 a oggi, a Manduria, in provincia di Taranto, sarebbe apparsa a Debora Marasco.[140]
- Madre dell'Eucaristia: dal 1993 al 2009, a Roma, sarebbe apparsa a Marisa Rossi.[141]
- Madonna della Riconciliazione: dal 1993 a oggi, a Ostina (Firenze), sarebbe apparsa a Silvana Orlandi.[142]
- Regina del Rosario e della Pace: dal 1994 al 2021, a Itapiranga (Amazzonia), in Brasile, sarebbe apparsa a Edson Glauber.[143] Il vescovo locale ha dichiarato che le apparizioni non sono di origine soprannaturale.[144]
- Madonna di Zaro: dal 1994 a oggi, a Ischia, in provincia di Napoli, sarebbe apparsa ad alcuni ragazzi e ragazze.[145]

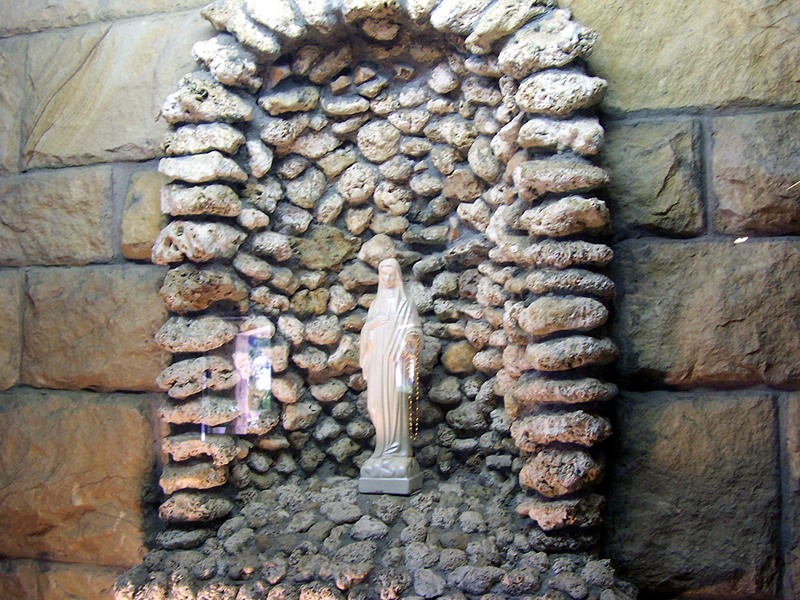
La Madonnina di Civitavecchia custodita nella Chiesa Parrocchiale di S. Agostino

- Madonnina di Civitavecchia: è una piccola statua raffigurante la Madonna che, presso Civitavecchia, dal 2 febbraio al 15 marzo 1995, avrebbe per quattordici volte stillato lacrime di sangue. I componenti della famiglia Gregori, presso la quale si trovava originariamente la statuetta, avrebbero avuto anche apparizioni e messaggi mariani.
- Vergine Maria: dal 1996 a oggi, a Clearwater, negli Stati Uniti d'America, sarebbe apparsa a moltissime persone.
- Beata Vergine Maria: dal 1998 al 2006, a Montréal, in Canada, sarebbe apparsa a Delmis, una madre di famiglia di origine salvadoregna.[146]
- Nostra Signora della Bontà: dal 1998 a oggi, a São Marcos da Serra, nella regione dell'Algarve, in Portogallo, sarebbe apparsa su un albero di sughera a Fernando Pires.[147]
- Sposa della famiglia: dal 2005 a oggi, a Mazzo, frazione di Rho, presso Milano, sarebbe apparsa a Giulio Ancona.[148]
- Beata Vergine Maria: dall'aprile 2006 a oggi, a Borġ in-Nadur, a Malta, sarebbe apparsa ad Angelik Caruana. Il vescovo locale ha dichiarato che le apparizioni non sono di origine soprannaturale.[149]
- Beata Vergine Maria: nel 2009, a Warraq el-Hadar, presso Il Cairo, in Egitto, sarebbe apparsa a migliaia di persone cattoliche e musulmane.[150]

### Riferimenti
1. ↑  Rino Cammilleri, Tutti i giorni con Maria, calendario delle apparizioni, Edizioni Ares, 2020, p. 12 (formato Kindle).
2. ↑   Marian Apparitions: Truth or Trouble? (archiviato dall'url originale l'11 giugno 2010)., di Jennifer Dierker.
3. ↑  CCC n. 67
4. ↑  Concilio Vaticano II, cost. dogm. Lumen Gentium, n.53
5. ↑  San Luigi Maria Grignon da Monfort, Trattato della vera devozione a Maria, Cap.1 Grandezza di Maria, n.50
6. ↑  Antonio Royo Marín, Teologia della perfezione cristiana, Ed. San Paolo, Undicesima edizione 2003, n. 587, p. 1070
7. ↑  René Laurentin, Patrick Sbalchiero, Dizionario delle "apparizioni" della Vergine Maria, prefazione del cardinale Roger Etchegaray, Edizioni ART, 2010, pp. 91/93
8. 1 2 3   Da "Avvenire".
9. ↑   Madonna dell'Apparizione, oggi il vescovo di Trani ne benedice l'Immagine restaurata, su radiobombo.com. URL consultato il 13 gennaio 2020 (archiviato dall'url originale il 13 gennaio 2020).
10. ↑   Nostra Signora degli Angeli, su chiesainrete.it. URL consultato il 13 gennaio 2020.
11. ↑   Da "aleteia".
12. ↑  La devozione fu approvata dal vescovo di Campinas, monsignor Francisco Campos Barreto, vedi: René Laurentin, Patrick Sbalchiero, Dizionario delle apparizioni della Vergine Maria, Edizioni ART, 2010, p.143.
13. ↑  Salvatore M. Perrella, opera citata
14. ↑  Rino Cammilleri, Medjugorje, il cammino del cuore, Mondadori, 2012; Le lacrime di Maria. Da Medjugorje a Civitavecchia, un itinerario mariano, Mondadori, 2013
15. ↑  Hierzenberger Gottfried, Nedomansky Otto, Tutte le apparizioni della Madonna in 2000 anni di storia. I suoi messaggi, i documenti e le testimonianze, Piemme, 1996
16. ↑   Sito Ufficiale della Basilica Santuario della Madonna delle Lacrime di Siracusa, su madonnadellelacrime.it. URL consultato il Libero.
17. ↑  Vittorio Messori, Rino Cammilleri, Gli occhi di Maria, Milano, Rizzoli, 2001, pp. 36 e segg.
18. ↑   Catechismo della Chiesa Cattolica, n. 67.
19. ↑   Vatican Insider - La Stampa.it.
20. ↑   Zenit, su zenit.org. URL consultato il 24 febbraio 2021 (archiviato dall'url originale il 10 giugno 2015).
21. ↑   Dal sito Vaticaninsider (Lastampa.it) (PDF), su vaticaninsider.lastampa.it. URL consultato il 18 aprile 2012.
22. ↑   Adnkronos, Vaticano, arriva la stretta su presunte apparizioni ed eventi soprannaturali: cosa cambia, su Adnkronos, 17 maggio 2024. URL consultato il 17 maggio 2024.
23. ↑   Norme del Dicastero per la Dottrina della Fede per procedere nel discernimento di presunti fenomeni soprannaturali, su press.vatican.va.
24. ↑   La protezione della Santissima Madre di Dio (archiviato dall'url originale il 9 luglio 2013).
25. ↑   99 differenze tra l'Ortodossia e il Cattolicesimo Romano.
26. 1 2   Kenneth R. Samples, Apparitions of the Virgin Mary. A Protestant Look at a Catholic Phenomenon: Part One.., Christian Research Journal, Winter, 1991, p. 20s.
27. ↑   Apparitions and Miracles (archiviato dall'url originale il 3 febbraio 2011)., Analysis in the light of the Scripture.
28. ↑   La visione protestante, su apparizionimariane.net. URL consultato il 12 maggio 2010 (archiviato dall'url originale il 19 maggio 2010).
29. ↑   Mt24,24, su La Parola - La Sacra Bibbia in italiano in Internet.
30. ↑   Ap 16,14, su La Parola - La Sacra Bibbia in italiano in Internet.
31. ↑   Dt18,10, su La Parola - La Sacra Bibbia in italiano in Internet.
32. 1 2 3 4 5 6 7  (EN) Michael P. Carroll, Visions of the Virgin Mary: The Effect of Family Structures on Marian Apparitions, in Journal for the Scientific Study of Religion, vol. 22, n. 3, settembre 1983,  pp. 205-221.
33. 1 2  J. Bouflet, P. Boutry, Un segno nel cielo. Le apparizioni della Vergine, Genova, Marietti, 1999; Maurizio Magnani, Spiegare i miracoli. Interpretazione critica di prodigi e guarigioni miracolose, Dedalo, 2005; altri riferimenti su  Controinformazione sui miracoli. sul sito dell'UAAR
34. ↑  Vittorio Messori, Bernadette non ci ha ingannati, Arnoldo Mondadori Editore, 2012, p. 237.
35. ↑  Sigmund Freud, A seventeenth-century demonological analysis, in The Standard Edition of the Complete Psychological Works of Sigmund Freud, vol. 19, pp. 69-105, 1961 [1923].
36. ↑  S. Freud, 1927, The Future of an Illusion. The Standard Edition of the Complete Psychological Works of Sigmund Freud, Volume XXI (1927-1931): The Future of an Illusion, Civilization and its Discontents, and Other Works, 1-56.
37. ↑  (EN)  Freud, Civilization and Its Discontents, London, Penguin, 2002, ISBN 978-0-14-118236-0.
38. ↑  

(inglese)
«For the first time, there is acknowledgment of distressing religious and spiritual experiences as nonpathological problems.»

(italiano)
«Per la prima volta c'è riconoscimento di esperienze religiose penose come problemi non patologici.»
(David Lukoff)
39. ↑   DSM-IV Religious & Spiritual Problems (PDF) (archiviato dall'url originale il 16 luglio 2011)., David Lukoff, professore di psicologia alla Saybrook Graduate School.
40. 1 2  Marnham, Patrick, Lourdes: A Modern Pilgrimage, New York: Coward, McCann and Geoghegan, 1981.
41. ↑  Victor Turner e Edith Turner, Postindustrial Marian pilgrimage, in James J. Preston (a cura di), Mother Worship, Chapel Hill, University of North Carolina, 1982, pp. 145-173.
42. ↑  David Blackbourn, Apparitions of the Virgin Mary in Bismarckian Germany, Oxford, 1993.
43. ↑  (EN)  Jean Goodwin, Sally Hill e Reina Attias, Historical and folk techniques of exorcism: applications to the treatment of dissociative disorders, in Dissociation, vol. 3, n. 2, pp. 94-101, 1990.
44. ↑  Cammilleri, p. 402.
45. ↑   Santuario Madonna dei Bisognosi, su diocesidiavezzano.it, Diocesi di Avezzano. URL consultato il 4 agosto 2018 (archiviato dall'url originale il 5 agosto 2018).
46. ↑  Cammilleri, p. 451.
47. ↑   Santuario Madonna del Faggio, su madonnadelfaggio.it. URL consultato il 30 giugno 2025.
48. ↑   Santuario della Madonna di Pietraquaria, su diocesidiavezzano.it, Diocesi di Avezzano. URL consultato il 4 agosto 2018 (archiviato dall'url originale il 13 dicembre 2017).
49. ↑   Apparizione di Ariano Irpino (AV), su Maria di Nazareth.
50. ↑  Rino Cammilleri, Tutti i giorni con Maria, calendario delle apparizioni, Edizioni Ares, 2020, p. 610 (formato Kindle).
51. ↑  Cammilleri, p. 321.
52. ↑  Rino Cammilleri, Tutti i giorni con Maria, calendario delle apparizioni, Edizioni Ares, 2020, p.578 (formato Kindle).
53. ↑   Sito ufficiale del santuario, su madonnadellabozzola.org. URL consultato il 21 ottobre 2021.
54. ↑   Sito ufficiale del Santuario della Madonna della Guardia.
55. ↑   La Madonna della Stalla, su Parrocchia S. Martino Vescovo - Porzano di Leno (BS). URL consultato il 2 dicembre 2020 (archiviato dall'url originale il 13 aprile 2013).
56. ↑   Le Chiese di Bagnolo Mella. Sito ufficiale del Comune di Bagnolo Mella
57. ↑  Cammilleri, p. 350.
58. ↑  Cammilleri, p. 209.
59. ↑  Cammilleri, p. 447.
60. ↑  Cammilleri, p. 335.
61. ↑  Laurentin Sbalchiero, p. 60.
62. ↑  https://www.mariadinazareth.it/www2005/Apparizioni/Apparizione%20Bovegno.htm
63. ↑   Sito ufficiale del santuario.
64. ↑   Madonna della Caravina, il bel santuario della Valsolda, su chiesadimilano.it. URL consultato il 13 maggio 2021.
65. ↑   Parrocchia Maria SS. del Ponte, su diocesidicaltagirone.it. URL consultato il 14 agosto 2021.
66. ↑  Cammilleri, p. 408.
67. ↑   Convento della SS. Madre del Salvatore, su comunicare.it. URL consultato il 17 giugno 2025.
68. ↑   Oliviero Spada, Apparizioni Mariane in Lombardia, su milanofree.it. URL consultato il 17 giugno 2025.
69. ↑  Cammilleri, p. 342.
70. ↑   Da "Cathopedia".
71. ↑   Da "Zenit".
72. ↑  Cammilleri, p. 371.
73. ↑   Da www.santiebeati.it.
74. ↑  Cammilleri, p. 334.
75. ↑   Santuario della Madonna della Rocca, su cappuccini.org. URL consultato il 21 giugno 2025.
76. ↑   Madonna dell'Olmo, su santuaritaliani.it. URL consultato il 22 giugno 2025.
77. ↑   Santuario Madonna dell'Olmo (Cuneo), su piemontesacro.it. URL consultato il 4 agosto 2022.
78. ↑   Tradotto, su mariadinazareth.it. URL consultato il 23 marzo 2022.
79. ↑   Pagina dedicata, su themarianapparitions.org. URL consultato il 23 marzo 2022.
80. ↑   S. Maria delle Grazie. La piccola Lourdes, su carinola.eu. URL consultato il 4 agosto 2022.
81. ↑   Nostra Signora d'Itatí, su settimanaleppio.it. URL consultato il 4 agosto 2022.
82. ↑   Santuario della Beata Maria Vergine del Feles <Bosentino, Altopiano della Vigolana>, su Le chiese delle diocesi italiane, Conferenza Episcopale Italiana. URL consultato il 29 ottobre 2020.
83. ↑   La leggenda della fondazione del santuario di Groscavallo, su piemontesacro.it. URL consultato il 4 agosto 2022.
84. ↑   Santuario Madonna della Rosa (Ceresole Alba), su piemontesacro.it. URL consultato il 29 giugno 2025.
85. ↑  Cammilleri, p. 368.
86. ↑   Il santuario della madonna del Faggio, su castellomanservisi.it. URL consultato il 30 giugno 2025.
87. ↑  Cammilleri, p. 367.
88. ↑   Maria Di Lorenzo, Nostra Signora del Laus, su santiebeati.it, 26 aprile 2021. URL consultato il 30 giugno 2025.
89. ↑   Marco Bongi, Le lacrime di sangue della Madonna di Lezzeno, su europacristiana.com, 24 ottobre 2021. URL consultato il 30 giugno 2025.
90. ↑  Cammilleri, cap. 14 novembre.
91. ↑   La storia, dal sito del Santuario Arcidiocesano di Catania "Madonna della Sciara", su madonnadellasciara.it. URL consultato il 13 maggio 2018 (archiviato dall'url originale il 13 maggio 2018).
92. ↑   La Madonna Miracolosa di Sinj, su visitsinj.croatia.hr. URL consultato il 6 luglio 2025.
93. ↑   Da "30Giorni".
94. ↑   Sito ufficiale, su a12.com. URL consultato il 7 luglio 2025.
95. ↑   Nostra Signora Aparecida, su 30giorni.it. URL consultato il 6 luglio 2025.
96. ↑   Nostra Signora di Aparecida. URL consultato il 6 luglio 2025.
97. ↑   Da "L'Osservatore Romano".
98. ↑  Cammilleri, p. 364.
99. ↑   Da "Famiglia Cristiana".
100. ↑  Cammilleri, p. 348.
101. ↑   Dal sito del santuario della Madonna Miracolosa (archiviato dall'url originale il 2 dicembre 2013).
102. ↑  Rino Cammilleri, Tutti i giorni con Maria, calendario delle apparizioni, Edizioni Ares, 2020, p. 98 (formato Kindle).
103. ↑   Apparizione della Vergine Maria a Dong Lu (Dalla mostra ideata dal beato Carlo Acutis).
104. ↑  (DE) Comune di Himmelstadt, Das Wunder von Himmelstadt, in Himmelstadt – 1200 Jahre Geschichte und Geschichten, 2020,  pp. 68-70.
105. ↑  (DE) Geschichte & Publikationen, su himmelstadt.de, 2020. URL consultato il 31 maggio 2024.
106. ↑   Apparizioni della Vergine Maria a Campinas (Dal sito del beato Carlo Acutis).
107. ↑   Giuseppe M. Besutti, tratto da "La rivisto del clero italiano", anno LXVII, gennaio 1986, pubblicato on line da Radio Maria. (PDF), su radiomaria.it. URL consultato il 15 maggio 2018 (archiviato dall'url originale il 16 maggio 2018).
108. ↑   Apparizioni della Vergine Maria a Pesqueira, Brasile, 1936, su apparizionimadonna.org. URL consultato il 31 luglio 2025.
109. ↑  Mons. Fausto Rossi, Le apparizioni nell'era di Maria (1835-1987), EDIC Roma, 1987
110. ↑   Da ilGiornale.it.
111. ↑   www.virgendeunbe.net., sito ufficiale del santuario della Vergine Pura Dolorosa di Umbe
112. ↑   Vergine Pura Dolorosa di Umbe (archiviato dall'url originale il 23 gennaio 2012).
113. ↑   www.madonnadelleghiaie.it., sito ufficiale del santuario della Madonna delle ghiaie
114. ↑   «Una luce nella Spagna» Lettera all'Arcivescovo di Mérida-Badajoz (Spagna) circa l’esperienza spirituale di Chandavila, su vatican.va. URL consultato l'8 agosto 2025.
115. ↑   Spagna. Il santuario della Vergine di Chandavila ha il nulla osta del Vaticano, su avvenire.it. URL consultato l'8 agosto 2025.
116. ↑   Dal sito ufficiale di Angela Volpini.
117. ↑   Sito ufficiale dell'Associazione SACRI (archiviato dall'url originale il 10 aprile 2015).
118. ↑   Articolo di Vittorio Messori.
119. ↑  Rino Cammilleri, Tutti i giorni con Maria, calendario delle apparizioni, Edizioni Ares, 2020, pp. 581-582 (formato Kindle).
120. ↑  (FR) Dal sito ufficiale del santuario (archiviato dall'url originale il 30 settembre 2020).
121. ↑   Sito ufficiale, su marymediatrixofallgrace.com. URL consultato il 4 aprile 2017 (archiviato dall'url originale il 24 aprile 2017).
122. ↑   Sito Ufficiale della Basilica Santuario della Madonna delle Lacrime di Siracusa, su madonnadellelacrime.it. URL consultato il 17 maggio 2018.
123. ↑   Pagina dedicata.m.
124. ↑   Madre di Dio n. 7 luglio 2010 - Turzovka, piccola Lourdes, su www.stpauls.it. URL consultato il 15 giugno 2025 (archiviato dall'url originale il 28 luglio 2015).
125. ↑   Nostra Signora del Monte Carmelo di Garabandal (archiviato dall'url originale il 20 febbraio 2010).
126. ↑   La Chiesa: le apparizioni della Madonna a Jaddico sono vere, su it.aleteia.org. URL consultato il 17 dicembre 2022.
127. ↑   Sito ufficiale del Santuario, su jaddico.it. URL consultato il 17 dicembre 2022.
128. ↑   Beata Vergine di Zeitoun video. della Beata Vergine di Zeitoun
129. ↑   Rino Cammilleri su "Il Giornale".
130. ↑   Sito ufficiale.
131. ↑   Fratel Cosimo: il mistico dello scoglio che consola con l’ascolto, su Famiglia Cristiana. URL consultato il 15 giugno 2025.
132. ↑   Madonna Miracolosa delle Rose - San Damiano, su san-damiano.com. URL consultato il 9 agosto 2025.
133. ↑   Luciano Regolo e Padre Talmelli, Il Diavolo, Mondadori, 7 ottobre 2014, ISBN 978-88-520-5588-1. URL consultato il 15 giugno 2025.
134. ↑   Nostra Signora di Akita (archiviato dall'url originale il 4 aprile 2006).
135. ↑   Prado Nuevo · «Aparitions of El Escorial» (archiviato dall'url originale il 31 agosto 2013).
136. ↑   Regina dell'Amore (San Martino di Schio)..
137. ↑   Le apparizioni della Beata Vergine Maria alla Roccia di Belpasso.
138. ↑  Cammilleri, p.176 (Edizione Kindle).
139. ↑   Litmanová.
140. ↑   Vergine dell'Eucaristia (Manduria).
141. ↑   Madre dell'Eucaristia (Roma).
142. ↑   Madonna della Riconciliazione (Ostina), su madonnadellariconciliazione.it. URL consultato il 9 gennaio 2010 (archiviato dall'url originale il 4 maggio 2009).
143. ↑   Sito dedicato.
144. ↑   Carta da Prelazia de Itacoatiara apresenta posição da Igreja sobre aparições em Itapiranga.
145. ↑   Sito ufficiale.
146. ↑   sito dedicato alle apparizione (archiviato nel marzo 2009) (archiviato dall'url originale il 10 marzo 2009).
147. ↑   Nostra Signora, Madre della Bontà (Algarve, Portogallo).
148. ↑   "Parlo con Maria", su La Prealpina - Quotidiano storico di Varese, Altomilanese e Vco., 6 ottobre 2011. URL consultato il 15 giugno 2025.
149. ↑   Decreto vescovile (PDF).
150. ↑   Apparizione del Cairo.